# Bett

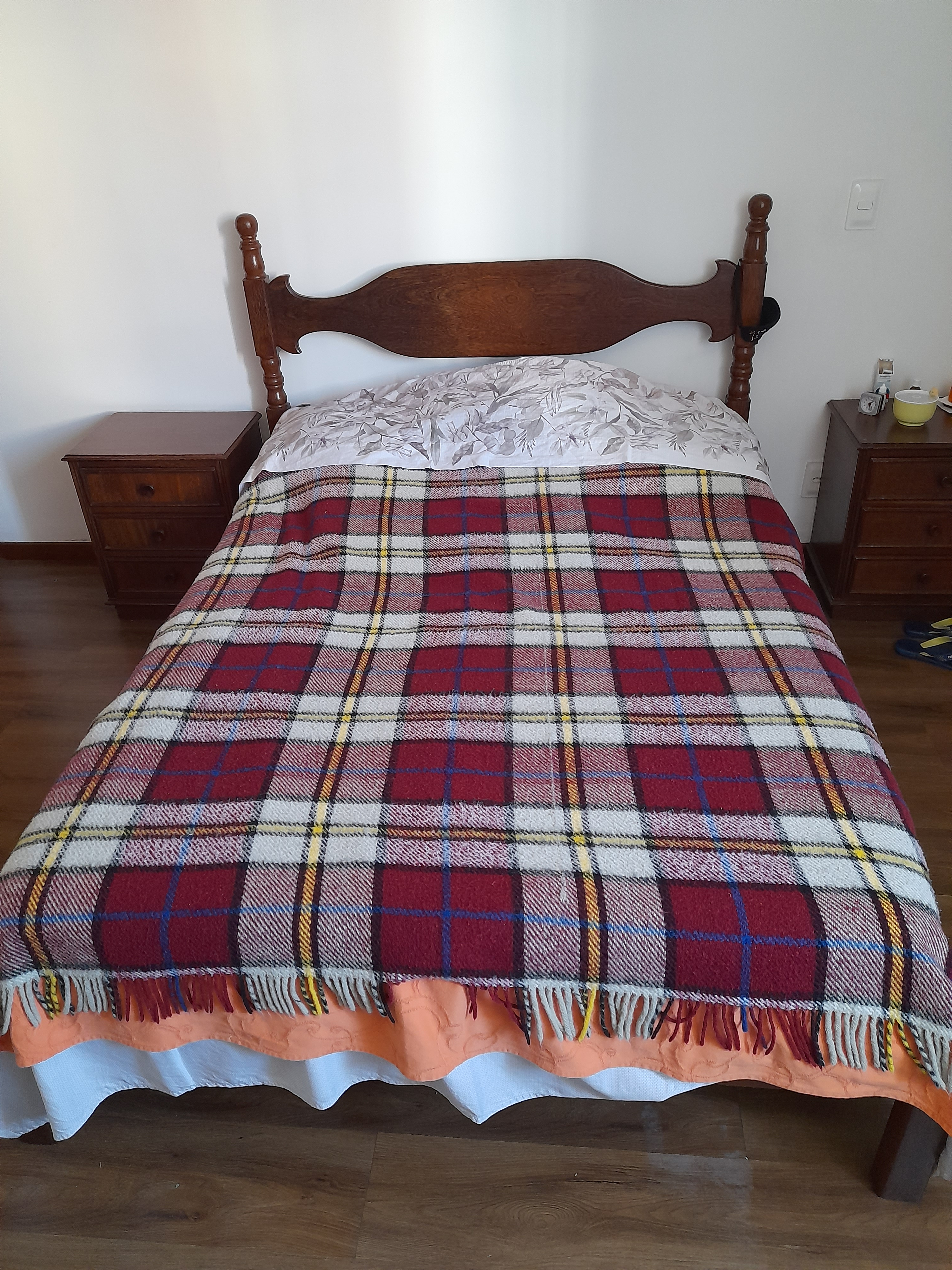
Einzelbett aus Holz mit Auflagen

Der Begriff Bett bezeichnet ein Möbelstück, das dem Schlafen, Liegen oder Ruhen dient. Ein einfaches Bett besteht heute in der Regel aus einem Rahmen oder Gestell, auf dem eine Matratze liegt. Zum Teil sind Matratzen auch selbsttragend ausgeführt (beispielsweise bei manchen Französischen Betten). Zum „europäischen“ Bett gehören in der Regel auch Bettdecke und Kopfkissen sowie die dazugehörigen Bezüge und das (oder auch zwei) Bettlaken (siehe Bettwäsche und Bettware). Liegemöbel (Couch, Kanapee, Diwan, Bettbänke), die auch als Sitzmöbel verwendet werden, sind im Artikel Sofa beschrieben.

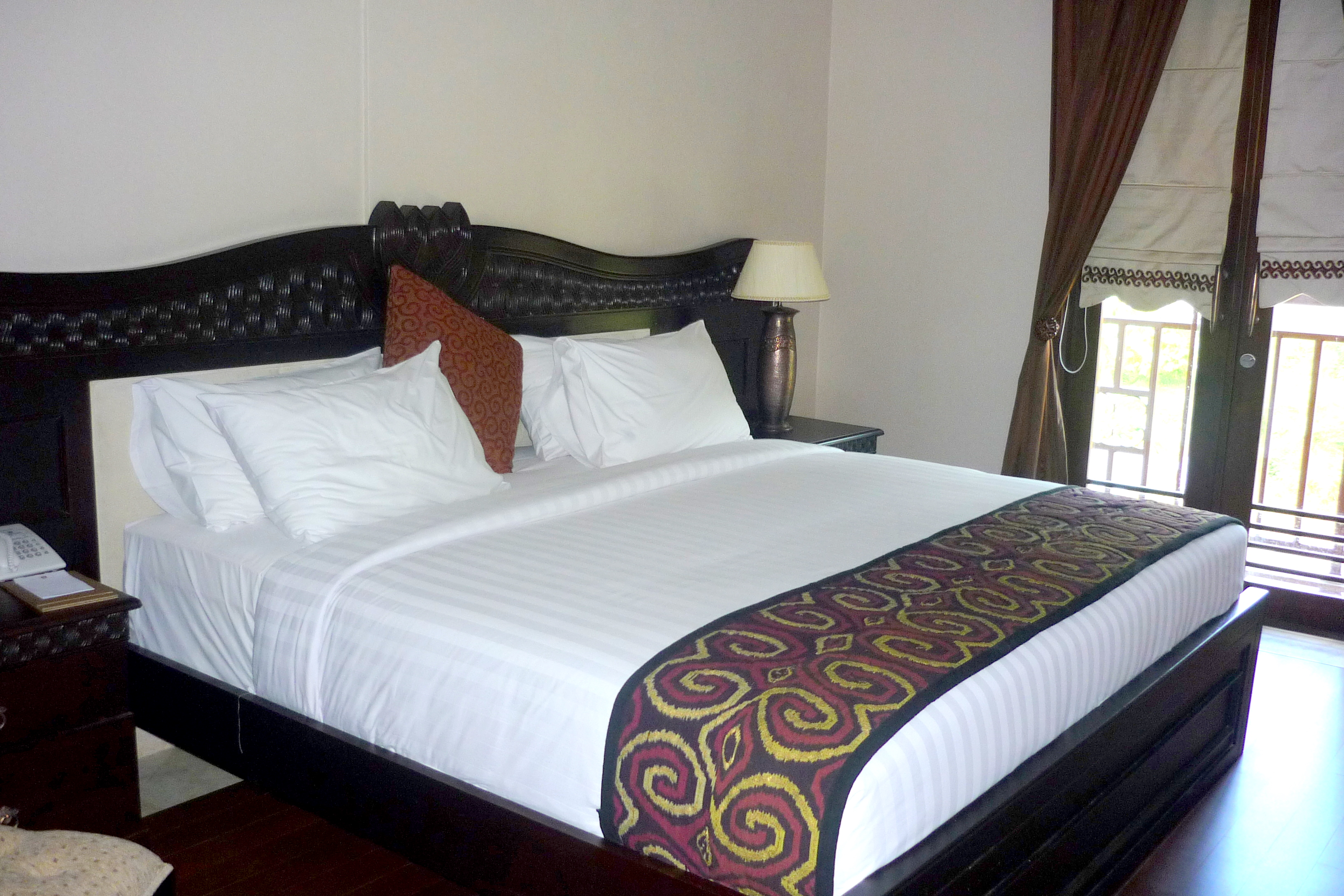
Modernes Doppelbett

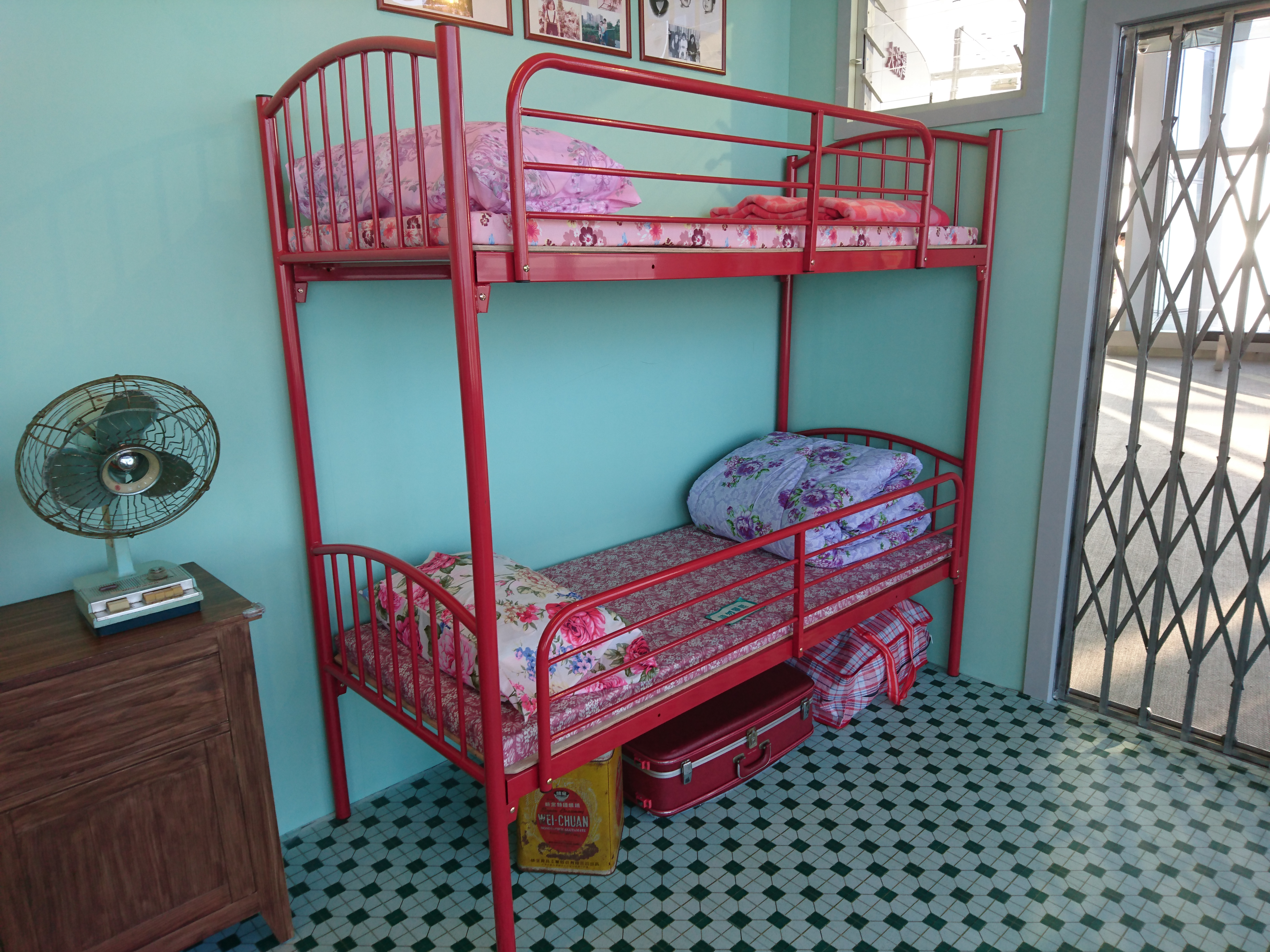
Doppelstockbett in Hong Kong

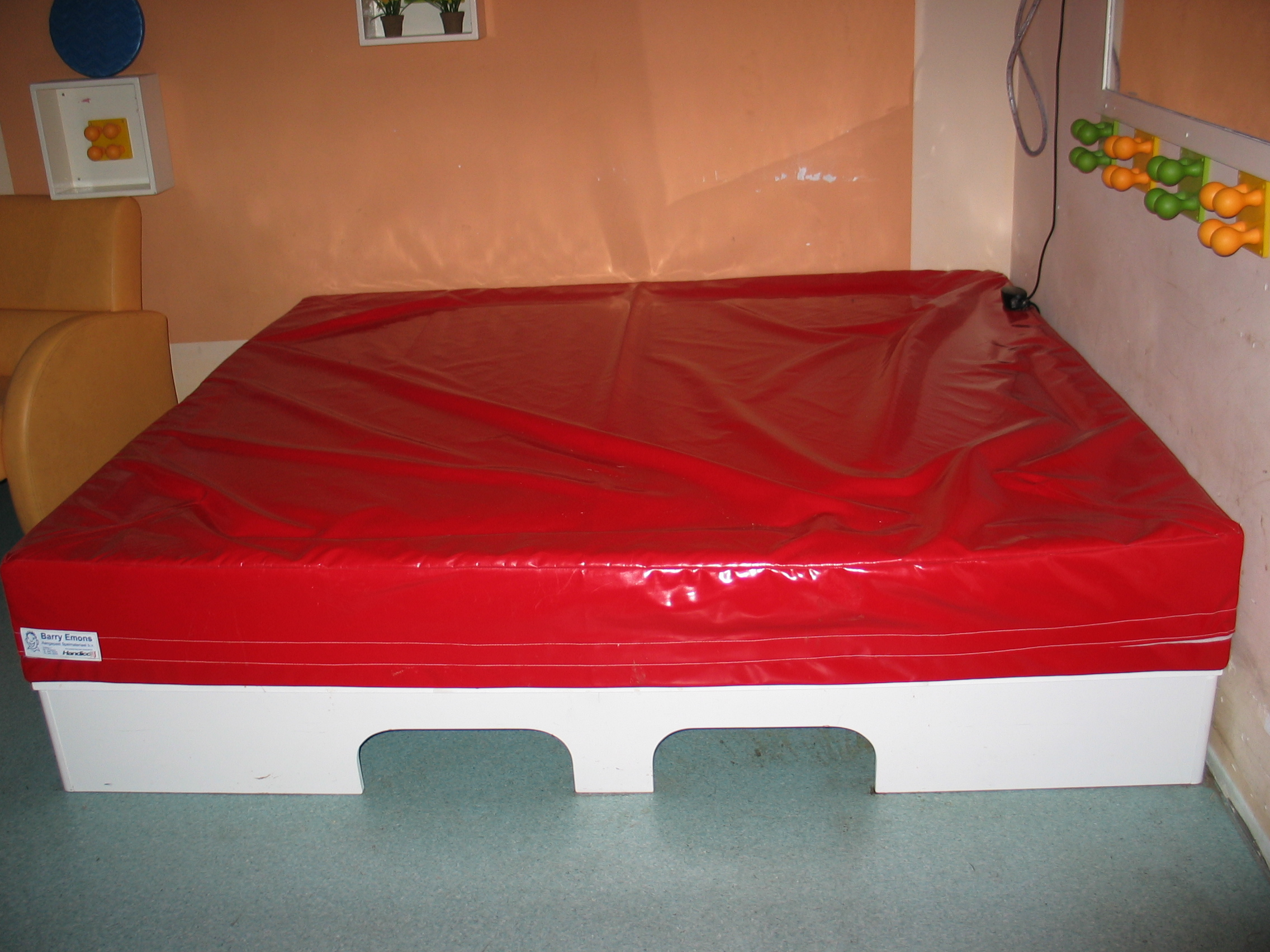
Ein Wasserbett

## Geschichte

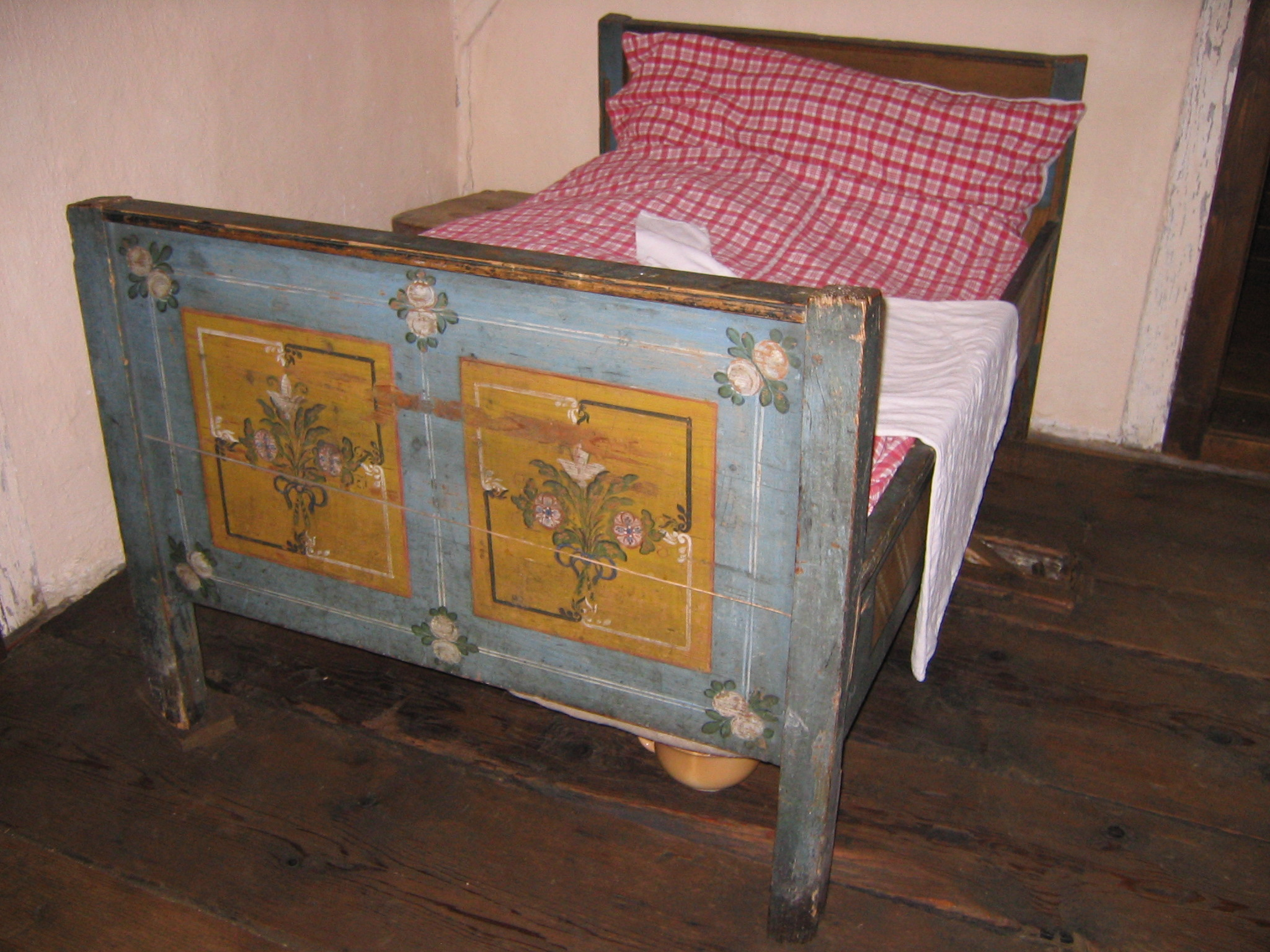
Bett mit Nachttopf darunter

### Prähistorik
Archäologische Funde belegen, dass bereits vor 200.000 Jahren Menschen in Afrika auf Grasbetten schliefen. Die unter den Grasschichten gefundenen Überreste von insektenrepellenten Pflanzen und Asche – oft Überreste von zuvor verbrannten Betten – könnten laut Autoren der Studie für ein schmutzfreies, dämmendes und insektenabweisendes Fundament benutzt worden sein und legen nahe, dass diese Schlafunterlagen auch erneuert wurden.

### Antike

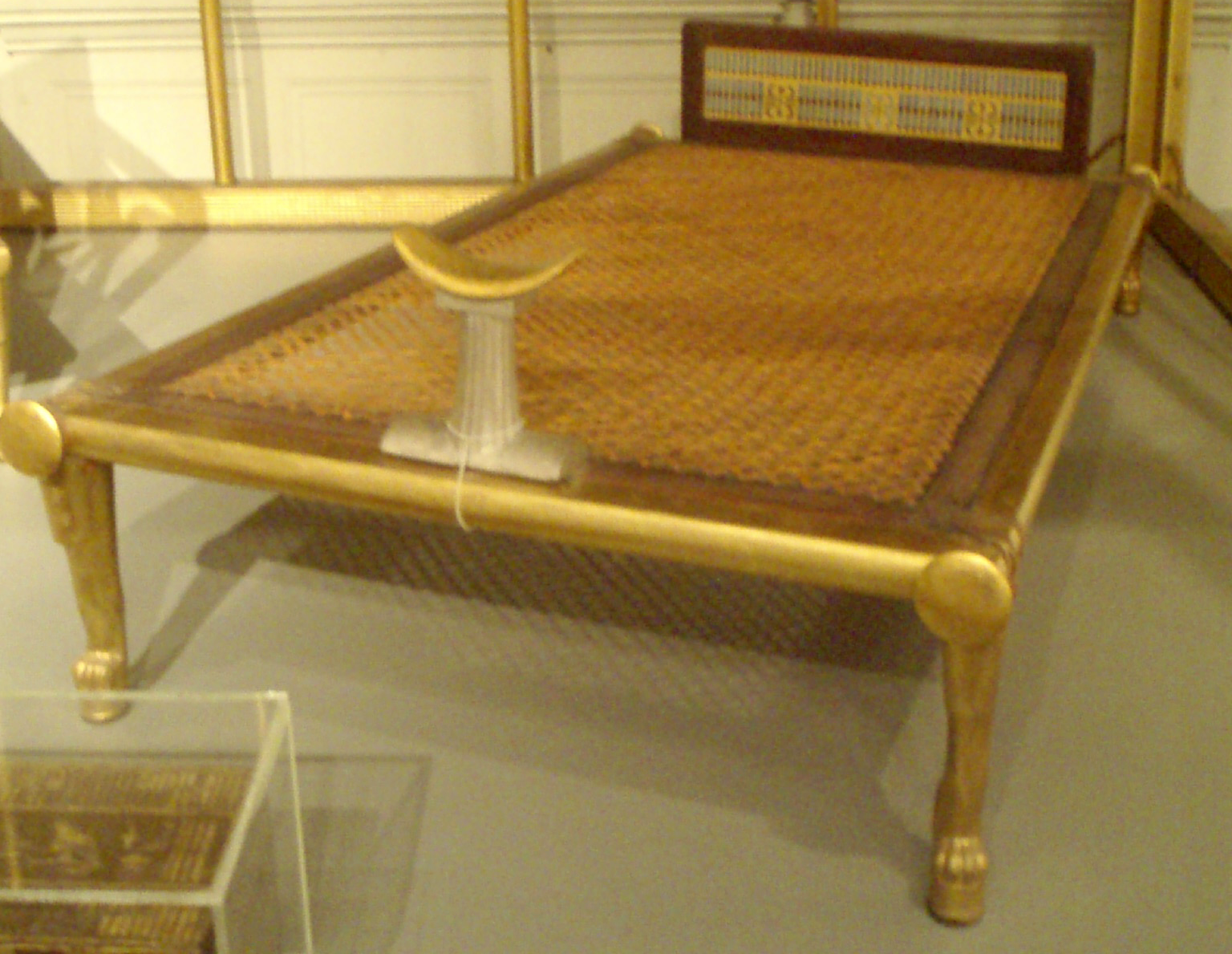
Nachbildung eines altägyptischen Bettes, ca. 2575–2528 v. Chr., Museum of Fine Arts, Boston

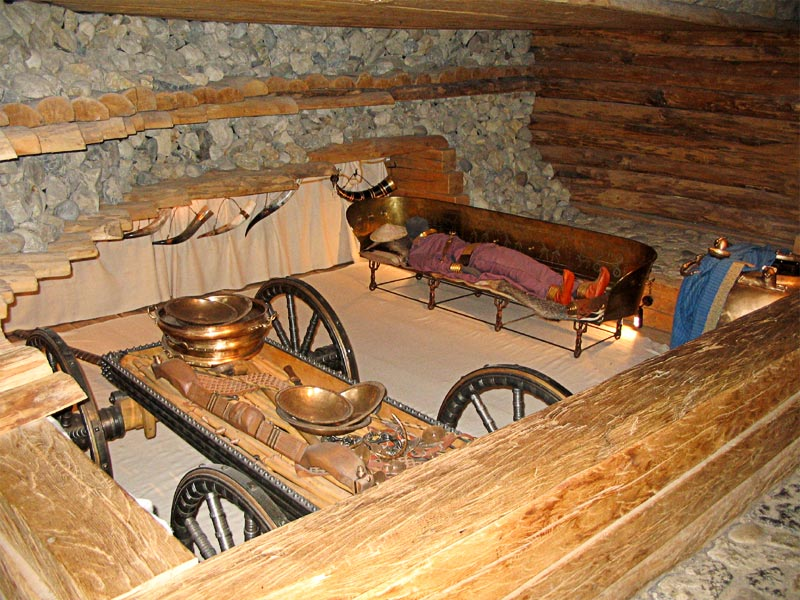
Kline (im Hintergrund) aus Bronze im Keltenmuseum Hochdorf, um 550 v. Chr.

Im alten Ägypten gab es kunstvoll verzierte Liegen, sie wurden, wie später bei den Griechen und Römern, nicht nur zum Schlafen, sondern auch als Liege bei Tisch verwendet, da es unüblich war, Schlaf- und Wohnbereich zu trennen. Die alten Ägypter hatten hochbeinige Bettgestelle, welche mittels eines Trittes bestiegen werden mussten, mit Polstern belegt und mit einem Mückennetz ringsum abgeschlossen waren. Charakteristisch sind die aus Stein, Holz oder Metall gearbeiteten halbkreisförmigen Kopfstützen. Assyrer, Meder und Perser hatten ähnliche Betten mit bunten, prächtigen Teppichen und allerlei Zierrat aus Metall, Perlmutter, Elfenbein.
Das Bett des Odysseus war nach der homerischen Überlieferung ein verziertes vierfüßiges Rahmenwerk, bespannt mit Riemen aus purpur schimmernder Stierhaut und bedeckt mit Fellen und Teppichen. Ein leinener Überzug und ein wolliger Mantel dienten als Decke. Die Griechen der Antike hatten hölzerne Bettstellen, oft mit reich verzierten Füßen und lehnenartiger Erhöhung am Kopfende. Auf Gurten ruhten die mit Wolle oder Pflanzenfasern gefüllte Matratze und ein rundes Kopfpolster, welche mit Leinentüchern, wollenen Decken, Fellen oder einem Lederüberzug bedeckt wurden.
Das Bett der Römer (lectus cubicularis) war ähnlich konstruiert und oft mit großem Luxus ausgestattet. Ein Gestell aus Holz oder Bronze stand auf meist bronzenen Füßen, die mit kostbarem Metall oder Elfenbein verziert waren, und trug auf Gurten die mit Schilf, Heu, Wolle oder Federn von Gänsen oder Schwänen gefüllte Matratze [culcita oder culcitra (Federkissen; etymologisch nicht völlig klar) – wörtlich: Kissen, Polster; torus – wörtlich: Polster, Lager, Sofa, Bett, Ehebett, Liebe und dementsprechend schließlich Ehe! Weitere Möglichkeiten: stratum, stragulum]; am Kopfende lagen kleine Kissen (pulvinus – Sitz- oder Kopfkissen; cervical – nur in der Bedeutung des Kopfkissens). Über die Matratze breitete man Decken (stragula – lat. Plural von stragulum; tegumenta, operimenta, velamenta) aus kostbaren Stoffen, oft mit reichen Stickereien und in purpurner Farbe. Ebenso reich waren die Behänge (toralia; Singular: toral – wörtl.: Sofa-, Bettdecke), welche von der Matratze bis auf den Fußboden reichten. Die hintere Seite des Bettes war oft mit einer Lehne (pluteus – im Allgemeinen die eines Speisesofas, aber auch das Speisesofa selbst wurde mit dieser Bezeichnung auch fallweise tituliert) versehen.
Außer diesen Schlafbetten hatten die Römer das Ehebett (lectus genialis), das niedrige Krankenlager (lectus aegrotantis, scimpodium), das Schaubett der Toten (lectus funebris), das Ruhebett (lectus lucubratorius), auf welchem man las, meditierte oder liegend schrieb, und das niedrige, sofaartige Speisebett (lectus, triclinium – ein griechisches Lehnwort).
Die angeführten lateinischen Begriffe sind teilweise sehr uneindeutig und vielseitig. Ein Beispiel für die Varianz der Semantik sei lectus. Dieser wird oder wurde – etwaige Attribute nicht einbezogen – u. a. für die Beschreibung der Begriffe Bett, Lager, Ruhebett, Braut- bzw. Ehebett, Speisesofa und Leichenbett verwendet. Hier wurden nach Möglichkeit die jeweils gebräuchlichsten Bezeichnungen genannt, doch die Überschneidungen sind zahlreich und somit kommt es auf Nuancen an, welches Wort zu bevorzugen ist.
Betten waren zu diesen Zeiten der reichen Oberschicht vorbehalten. Für die breite Masse der Bevölkerung waren Betten Luxus, sie schliefen auf dem Boden, hatten einfache Lager aus Laub- oder Strohsäcken oder einfachen Matratzen.

### Mittelalter

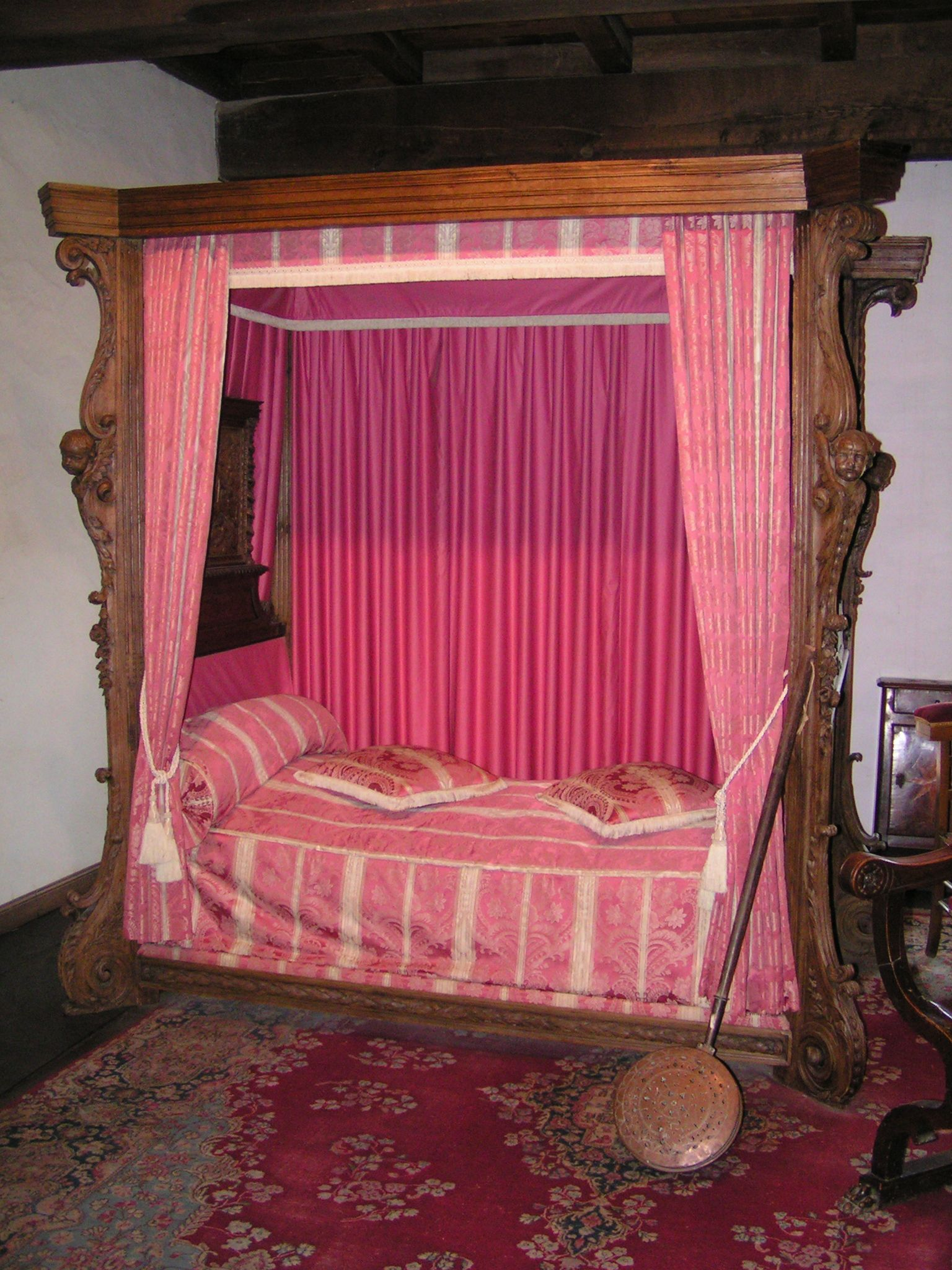
Himmelbett auf der Burg Vianden in Luxemburg

Im Mittelalter kamen Himmelbetten in Mode. Das vierpfostige Bett mit Himmel (Baldachin) und Vorhängen diente tagsüber als Sitzgelegenheit, nachts wurden die Vorhänge zugezogen und es bildete sich ein Alkoven. Die Betten wurden von nun an immer größer und geräumiger, die Stoffe wurden feiner, die Materialien exquisiter und die Schnitzereien kunstvoller.
Noch im frühen Mittelalter bedeckte man auch oft den Fußboden mit Teppichen, belegte diese mit Kissen, welche mit Federn (plumit) oder fester mit Wolle oder Haaren gestopft waren (matraz), und benutzte Pelze als Decken. Die Bettstellen waren ursprünglich den römischen sehr ähnlich und aus Bronze gefertigt. Man legte sich damals meist nackt ins Bett und hüllte sich in das große, über die Kissen gebreitete Leintuch (Leilachen, linde Wat, Linten).
Vom 13. Jahrhundert an entwickelte sich größerer Luxus, die hölzernen Bettstellen wurden mit eingelegter Arbeit verziert, geschnitzt und bemalt. Damals entstanden auch bereits die Spannbetten, die am Tag als Sofa dienten. Auf einem vierfüßigen, mit Stricken überspannten Gestell lag das lederne, mit seidenen Stoffen überzogene und mit Federn gefüllte Unterbett, welches mit der gesteppten Decke (Kulter) bedeckt wurde. Auf dieses Möbel wurden für die Nacht ein leinenes Betttuch (Lilachen) gebreitet und einige Kissen, namentlich die so genannten Ohrkissen, hinzugefügt. Zum Füllen der Kissen dienten zur Zeit der Minnesänger besonders Eider- und Adlerdaunen. Als Zudecken dienten seidenbezogene, pelzgefütterte Decken.
Bei den gewöhnlichen Betten benutzte man als Unterlage bis in das 12. Jahrhundert hinein nur Stroh. Unterbetten und Matratzen findet man erst viel später. Ein eigenes Bett benutzten damals nur ganz vornehme Leute; das Gefolge, die Ritter, mussten zu zweien oder dreien ein schmales Lager teilen.
Das Hauptbett für das Ehepaar bildete das hervorragendste Möbel der Kemenate. Bereits damals wurden die Vorhänge und die Betthimmel Mode, und an Letzteren befestigte man Hängelampen als Nachtlicht. Das Kopfende des Bettes wurde stets an die Wand gestellt, so dass man von beiden Seiten in das Bett steigen konnte. Dabei aber ließ man zwischen Bett und Wand an der einen Seite einen nicht zu breiten Raum (la ruelle) als Empfangsort für intime Freunde, der Anfang des späteren Boudoirs (ein kleines, elegantes Damenzimmer).
Eine umschreibende Bedeutung erfuhr im Mittelalter das Totenbett (lateinisch articulus mortis) in der Bedeutung von „Stunde des Todes“.

### Neuzeit
Wirkliche Alkoven kamen erst im 16. Jahrhundert in Gebrauch.
Allmählich stieg der Luxus, die Ausstattungsstücke der Betten vermehrten sich, und die Größe des Bettes wuchs derart, dass es im 15. Jahrhundert wie ein Haus in der Stube stand, groß genug, eine ganze Familie aufzunehmen. In Bauernhäusern waren auch hölzerne Bettnischen oder Schrankbetten üblich.
Wahre Meisterwerke der Holzschnitzkunst sind die Betten der Renaissance.
An den Fürstenhöfen hatte man Paradebetten, welche weniger zum Schlafen als zu Repräsentationszwecken benutzt und in Prunkgemächern aufgestellt waren. Dort wurden gleich- und höhergestellte Persönlichkeiten, wie zum Beispiel fremde Gesandte, empfangen. Im Paradeschlafzimmer wurde Audienz erteilt. Hier fand das öffentliche Aufstehen und Ankleiden (frz. lever) und das Zubettgehen (frz. coucher) als zeremonieller Akt in strengster Hierarchie statt. In der Zeit der französischen Königs Ludwig XIV. wurde das Bett somit das Prunkmöbel schlechthin. Kostbare Stoffe lösten seltene Hölzer, Vergoldungen und Schnitzarbeiten ab. Samt, Satin, Silberstoffe, Brokat, Damast und Stickereien brachten das Holz fast völlig zum Verschwinden. Die Kunst des Dekorateurs übertraf die des Tischlers. Stützposten an den vier Bettenden trugen nicht länger einen Baldachin. Dieser wurde „à la duchesse“ oder „à pavillon“ noch an der Zimmerdecke befestigt. Als „lit d’ange“ ist er bereits kürzer als das Bett darunter und ist freitragend befestigt. Diese Betten waren mit Vasen, Stoffquasten oder Federbüschen bekrönt. Für die Reinigung der Bettgeräthe war die Bett- oder Hofgeräthewäscherin zuständig. Das Bettenlager in Versailles umfasste rund 400 Betten, viele davon hatten aufgrund ihrer Stickereien gar eigene Namen.
Ludwig XV. besaß nur noch ein einziges Bett. Er hielt zwar noch Audienzen in seinem Schlafzimmer ab, aber regierte normalerweise nicht mehr vom Bett aus. Da Ludwig XV. die Privatsphäre wichtig war, galt es nun als besonders hohe Ehre, die königlichen Schlafgemächer betreten zu dürfen.
Ähnlich, wenn auch mit weniger Luxus ausgestattet, waren die Betten des wohlhabenden Bürgerstandes, der sich zunehmend am Adel orientierte. Allmählich veränderte sich aber die Form des Bettgestells; dasselbe nahm nach und nach die Gestalt eines Kastens an (Bettlade), in welchem dann die Bettstücke aufgetürmt wurden. Im 18. Jahrhundert kamen dann die schweren Federbetten, Plumeaus auf.
Als das Bett schließlich in Massenproduktion ging, verschwanden die kunstvollen Verzierungen wieder. Die Betten bestanden nun aus einfachen Materialien wie Eisen oder Holz und wurden nach und nach für jedermann erschwinglich.
Kunstvolle Verzierungen und teure Materialien spielen heute in der Bettenproduktion kaum noch eine Rolle, vielmehr sind Schlafkomfort und ergonomische Aspekte in den Mittelpunkt gerückt.

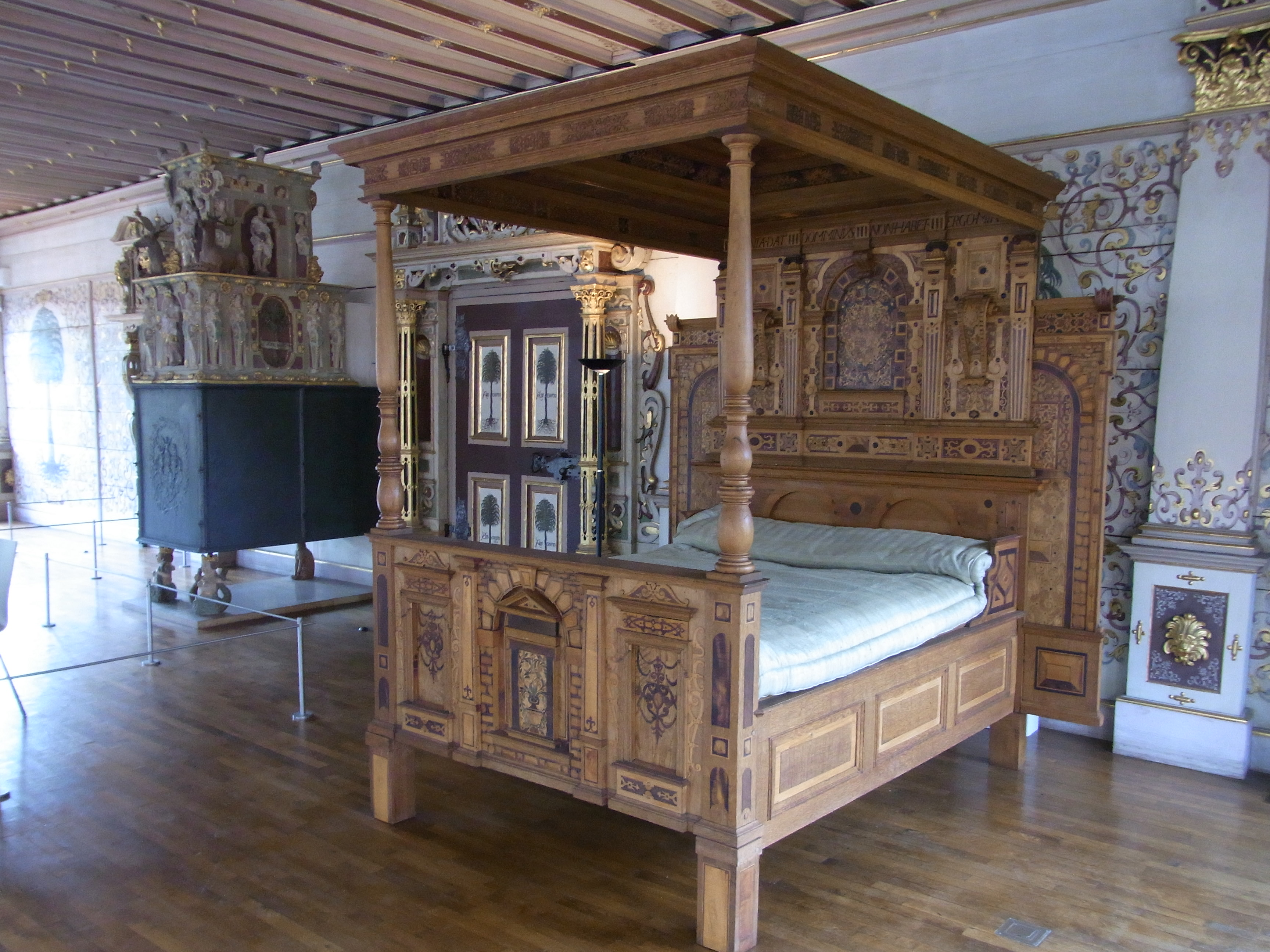
Das Brautbett Ludwigs von Württemberg (1585), Renaissance. Schloss Urach, Tübingen
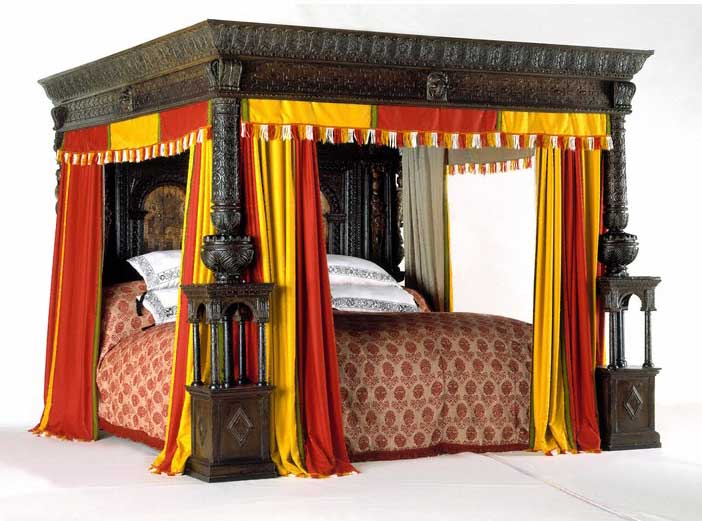
Das prunkvolle „Große Bett von Ware“ (um 1590). Victoria and Albert Museum, London
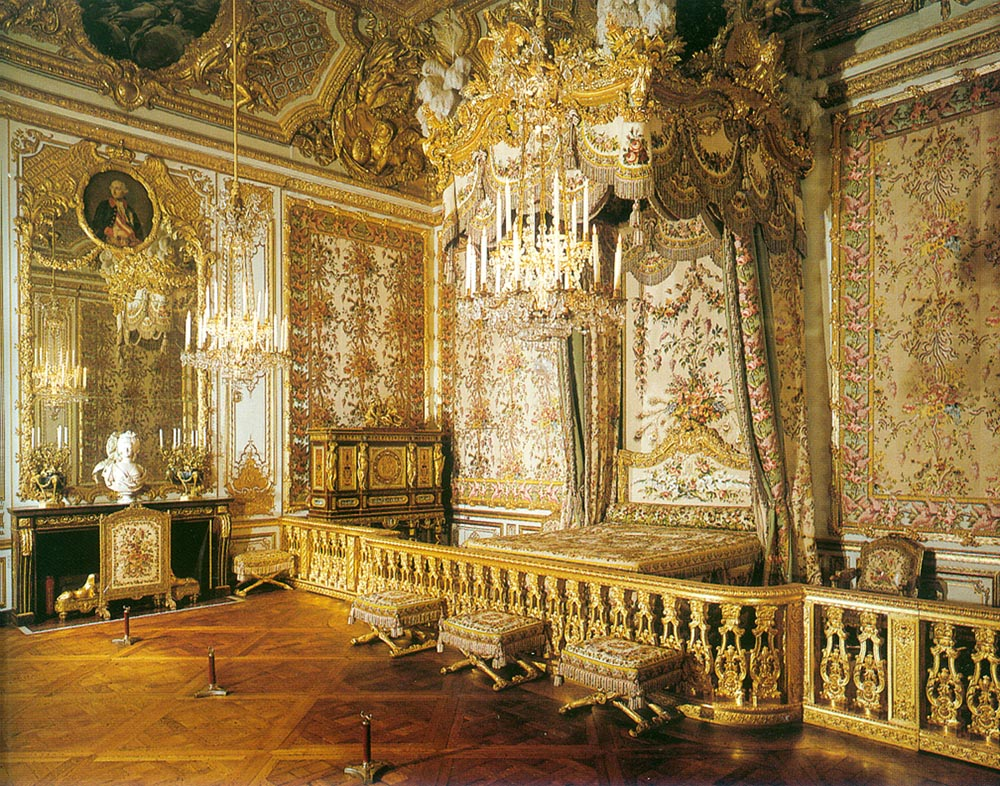
Paradebett der Königin im Schloss Versailles
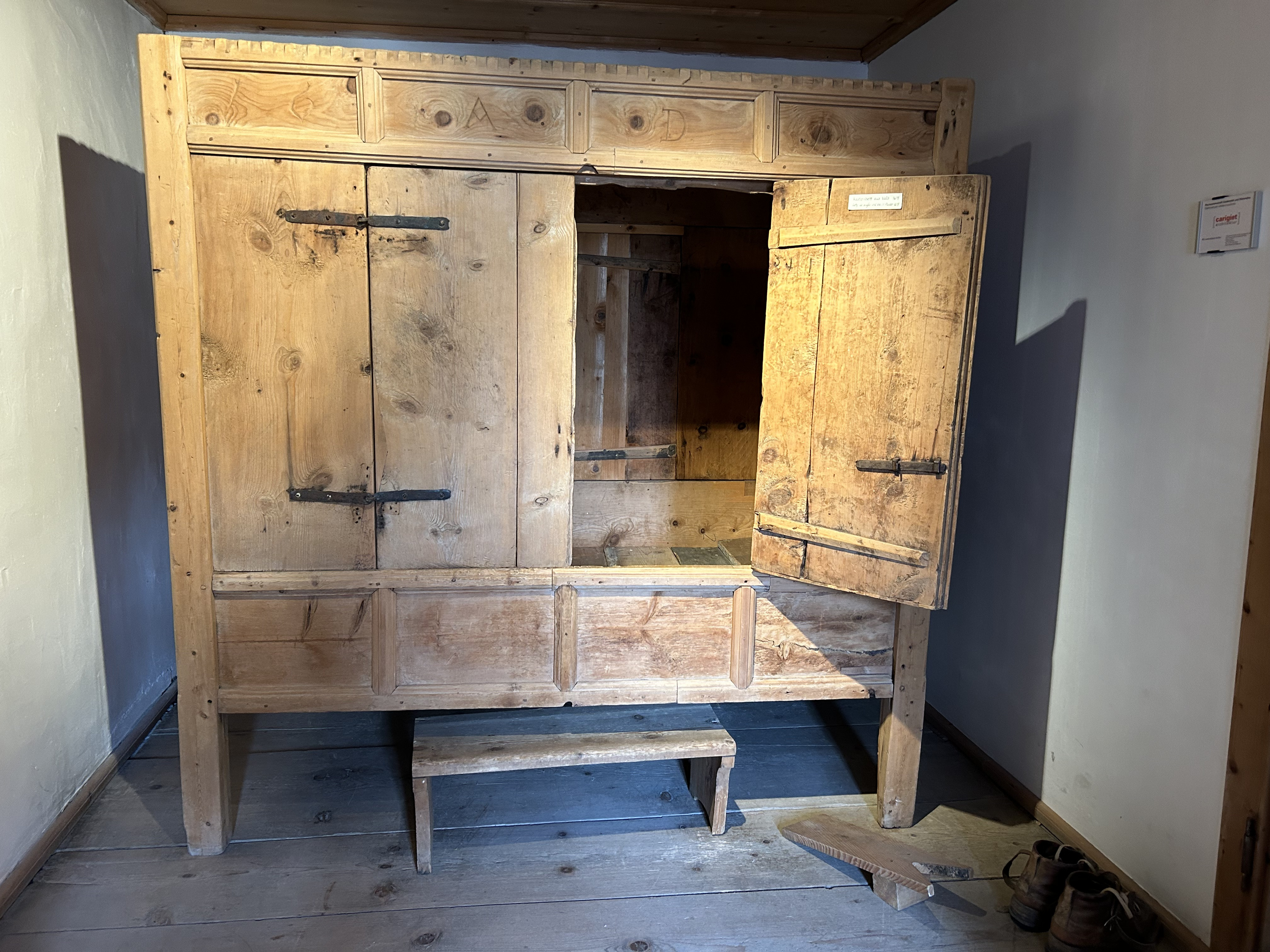
Kastenbett aus Vals GR, 1615
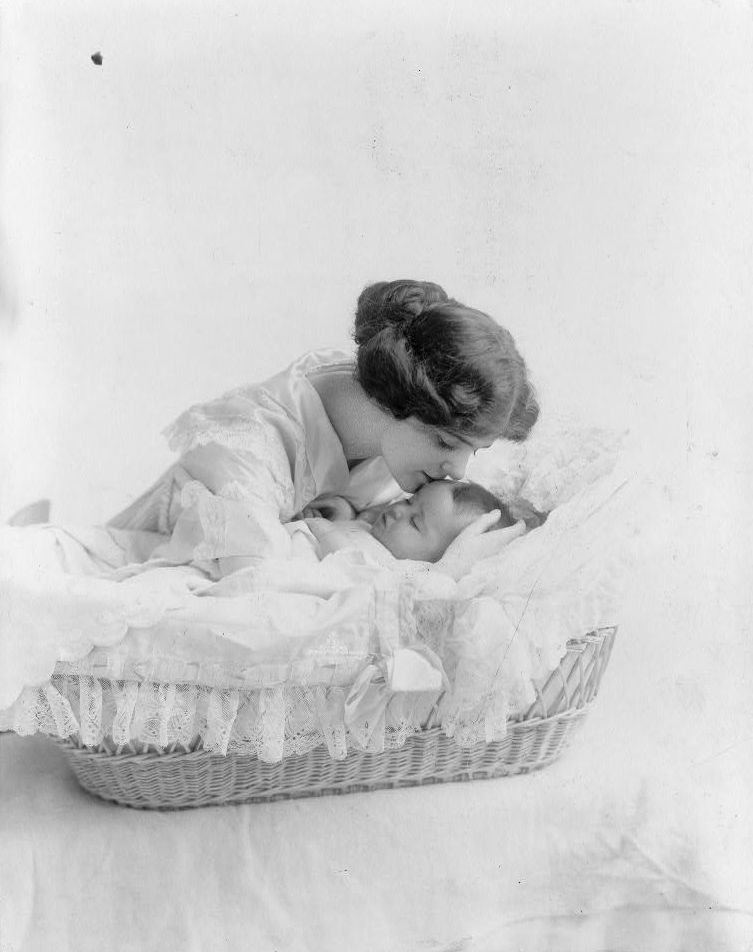
Kleinkinderwiege aus Korbgeflecht

## Bettformen

### Baby- und Kinderbett

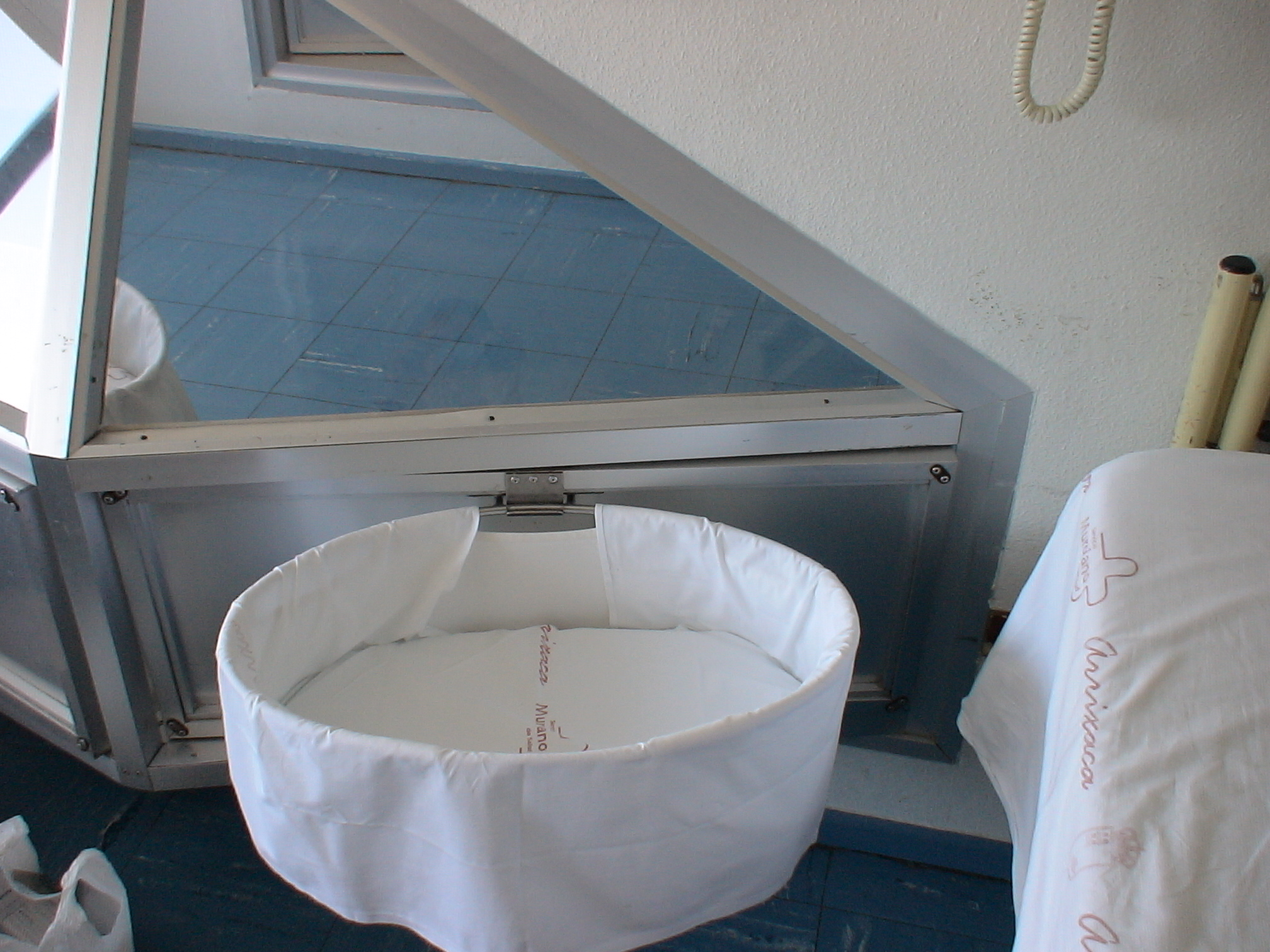
Babybett im Krankenhaus

Im Gegensatz zu Betten für Erwachsene sind Babybetten speziell an die Bedürfnisse von Neugeborenen, Babys und Kleinkindern angepasst. So fallen sie mit geläufigen Maßen für die Liegefläche von zum Beispiel 140 cm × 70 cm deutlich kleiner aus. Außerdem schützt ein Rahmen oder Gitter die Säuglinge und Kleinkinder vor dem Herausfallen. Der Abstand zwischen den Stäben eines Gitters sollte vorzugsweise zwischen 4,5 und 6,5 cm liegen. Zudem sollten sich Gitterstäbe nicht verbiegen lassen und somit ausreichend stabil sein. Für einen erleichterten Ein- und Ausstieg und zur Vermeidung von Verletzungen lassen sich bei vielen Babybetten einige beieinander liegende Gitterstäbe herausnehmen. Diese Gitterstäbe nennt man Schlupfstäbe.
Ein Babybett kann auch mit einem Betthimmel ausgestattet werden. Dabei handelt es sich um eine zeltartige Konstruktion, die über dem Bett hängt. Meist ist dafür eine zusätzliche Stange oberhalb des Kopfendes montiert, an der man ein passendes Tuch einhängt. Der praktische Nutzen liegt zunächst in der leicht abdunkelnden Wirkung. Gerade direktes Sonnenlicht schirmt der Betthimmel wirkungsvoll ab bzw. vermag es zu dämpfen. Darüber hinaus vermittelt ein Betthimmel zusätzliche Geborgenheit.
Ein weiteres Ausstattungsmerkmal bei Babybetten sind Rollen. Diese sind insbesondere dann sinnvoll, wenn die örtliche Position eines Babybetts regelmäßig gewechselt wird, zum Beispiel wenn es nachts im elterlichen Schlafzimmer stehen soll und tagsüber im Kinderzimmer.
Durch eine Höhenverstellbarkeit des Lattenrosts lassen sich Kinderbetten rückenschonend für die Eltern einstellen, solange sie das Baby noch aus dem Bett heben müssen.
Zahlreiche Babybett-Modelle lassen sich umbauen. Damit verwandelt man das Babybett mit wenigen Handgriffen zum Beispiel für die ersten Wochen in ein Beistellbett oder später in ein Kinderbett. Auf diese Weise ist eine Nutzung des Bettes über mehrere Jahre gewährleistet. Die Beistellbett-Funktion ermöglicht es, das Babybett ans elterliche Bett zu stellen und es daran zu befestigen. Anstelle eines umlaufenden Gitters ist dabei die zum Elternbett gerichtete Seite offen.
Da Kinder eine geringere Stehhöhe haben, lassen sich Stockbetten für Kinder auch in Wohnungen mit niedriger Deckenhöhe benutzen, um den Platz im Kinderzimmer besser auszunutzen. Stockbetten für Kinder können neben der Leiter auch eine Rutsche haben.
Zu einer traditionellen Form des Babybettes zählt die Wiege; zu Beginn des 19. Jahrhunderts kam daneben der ursprünglich auf den westlichen Kulturkreis beschränkte Stubenwagen auf.

### Bettgestell mit Matratze

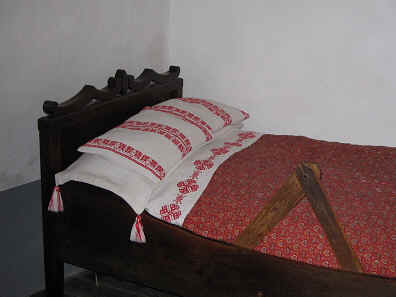
Historisches Gestellbett

Dies stellt die heute gebräuchlichste Form dar. Das Bettgestell besteht meist aus Holz oder Metall. Auf ihm ruht ein Lattenrost, auf dem wiederum eine Matratze liegt. Beides zusammen soll ein für den Rücken zuträgliches Schlafen ermöglichen. Es gibt verschiedene Variationen wie das Doppelbett, zwei nebeneinander montierte Einzelbetten (Ehebett), das Hochbett oder das Stockbett. Meist ist noch ein Nachtschränkchen beigestellt oder anmontiert. Auf diesem Schränkchen steht oft ein Nachttischlämpchen oder es wird mit dem Schalter in Griffweite an der Wand neben dem Bett ein Nachtlicht installiert.

### Etagenbett

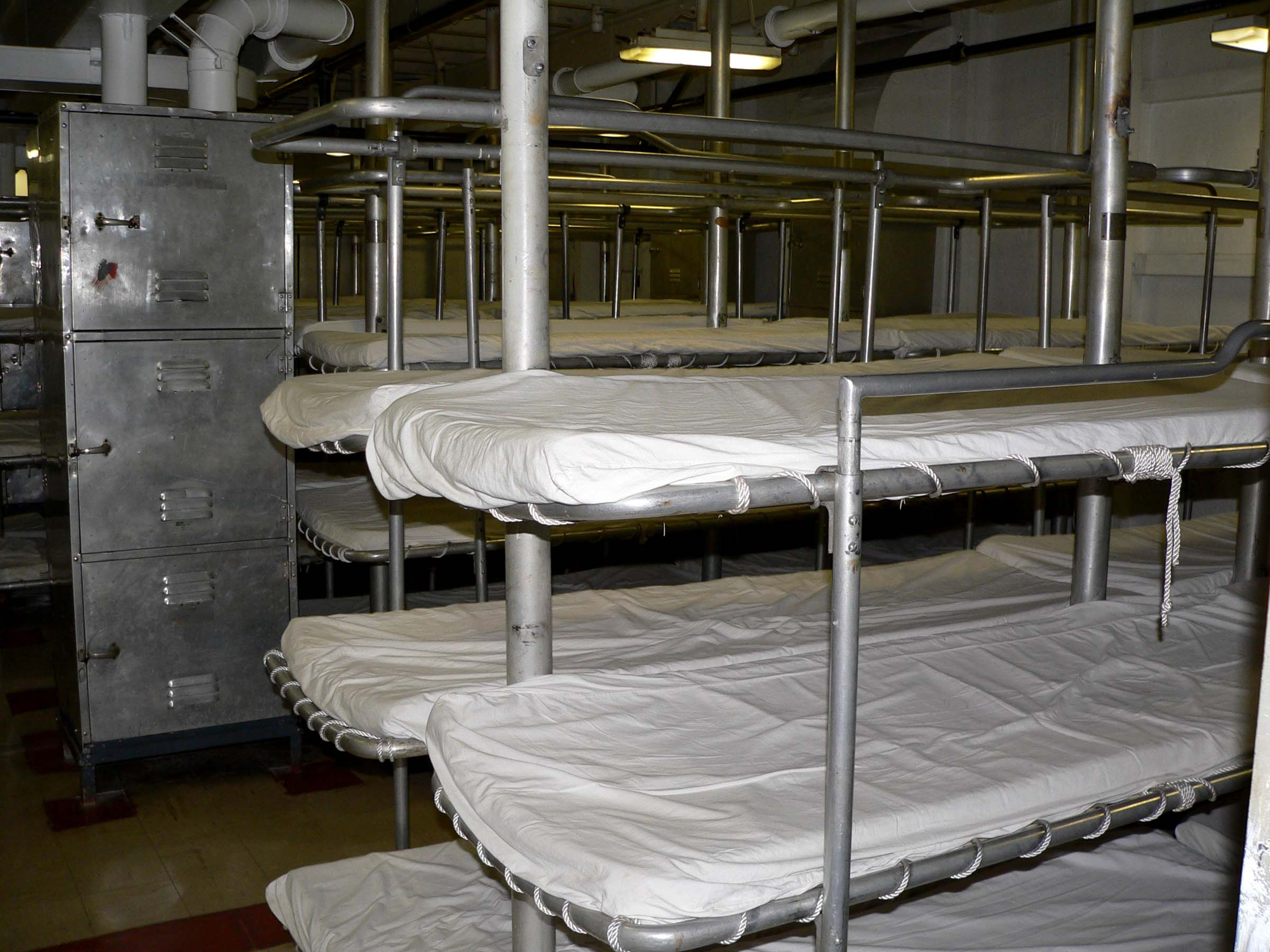
Etagenbetten auf einem Marineschiff

Beim Etagen- oder Stockwerkbett dienen zwei oder auch mehrere übereinander gebaute Betten oder Liegen der Platzersparnis. Zu finden sind sie oft in Kinderzimmern, militärischen Einrichtungen (Kaserne), Jugendherbergen, Jugendgästehäusern oder Wanderhütten. Ein Einsatzort für Etagenbetten waren bzw. sind auch Arbeiterwohnheime, Seemannsheime oder Wohncontainer auf Baustellen oder zur Unterbringung von Saisonarbeitern, beispielsweise im Ernteeinsatz. Auch in Gefängnissen und Arbeitslagern werden oft Etagenbetten eingesetzt.
Auf Schiffen werden sie auch Schlafkojen genannt.

### Klappbett
Ein Klappbett, auch Schrankbett genannt, kann tagsüber hochgeklappt werden und ähnelt dann in der Gestaltung einem Schrank. Das Bettzeug wird hierfür mit Riemen festgebunden. Häufig sind Klappbetten in Schrankwände integriert. Vorteile sind die Platzersparnis und eine ansprechendere Optik in kombinierten Wohnschlafzimmern. Wegen der schlechteren Luftzirkulation sind aber nicht alle Matratzenarten verwendbar. Weiterhin benötigen Klappbetten eine feste Verankerung in der Wand, weil sie mit starken Federn ausgestattet sind, um das Hochklappen zu erleichtern und das hochgeklappte Bett sicher in der Position zu halten.

### Feldbett

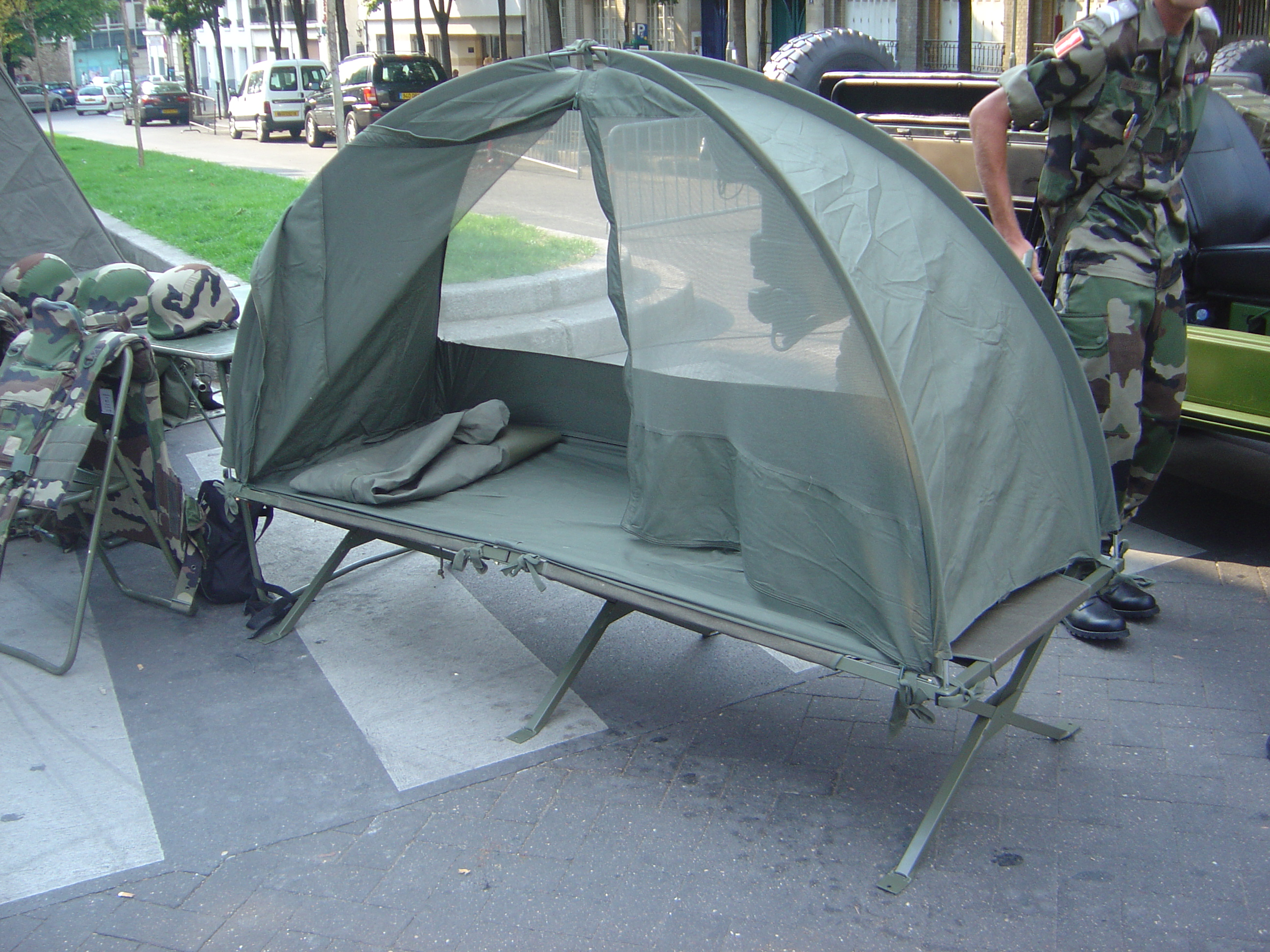
Feldbett der französischen Armee mit Moskitonetz

Das Feldbett ist ein ähnlich wie ein Faltstuhl zusammenklappbares, mit reißfestem Stoff bespanntes Gestell aus Holz oder Metall (meist Aluminium) in Form einer tragbaren Liege. Die Bezeichnung rührt aus dem Militärbereich, da man das Feldbett mit „ins Feld“, zum Kriegsschauplatz, transportieren konnte und es dafür klein zusammenlegbar konstruiert war. In den Lazaretten zur Erstversorgung standen fast ausschließlich Feldbetten. Als Material wählte man vornehmlich Eschenholz oder Teakholz.
Feldbetten schaffen Abstand zum möglicherweise kühlen, feuchten und bewohnten Boden. Sie stellen auch einen gewissen mechanischen Schutz vor nachtaktiven Insekten, Skorpionen, Mäusen, Schlangen und anderen Tieren insbesondere tropischer Gebiete dar, vor allem wenn sie mit Moskitonetzen kombiniert werden. Aufgestellte Feldbetten können aber auch Tieren als willkommener Kühle- oder Schattengeber dienen.
Varianten des Feldbetts sind:

#### Campingliege
Eine Campingliege wird heutzutage aus Aluminium oder verzinktem Metall hergestellt; ihr Rahmen kann wie ein „U“ oder ein „Z“ zusammengeklappt werden, und ihre Beine sind meist geschlossene „U“-förmige Bügel. Manche Campingliegen haben eine Sonnenblende oder ein Tablett zum Abstellen oder Ablegen von Gegenständen.

#### Karpfenliege
Eine sogenannte Karpfenliege ist ähnlich wie eine Campingliege gebaut, sie weist immer vier oder sechs oder acht Einzelfüße auf, die mithilfe von Verbreiterungen, sogenannten „Schlammtellern“, auch in weichem Boden aufgestellt werden können. Sie werden hauptsächlich als Ausrüstungsstück für Karpfenangler entwickelt. Stabile Konstruktionen mit einer Belastbarkeit bis 200 kg sind keine Seltenheit.

#### Gartenliege
Eine Gartenliege ähnelt einer Campingliege, doch ihr Rahmen ist in den allermeisten Fällen nicht zusammenklappbar. Die Liegefläche besteht aus Holz, Kunststoff, Geflecht oder Stoff. Manche Modelle weisen zwei fix angebrachte Räder auf oder sind mithilfe von Kufen örtlich verstellbar. Siehe auch Liegestuhl.

### Doppelbetten

Ein Doppelbett

Das kleinste Doppelbett ist das französische Bett mit 1,40 m Breite, gefolgt vom Queen size bed, welches eine Breite von 1,60 m hat und nur aus einer durchgehenden Matratze besteht. Das nächstgrößere ist das 1,80 m oder 2 m breite King size bed. Die breiten Varianten werden oft mit zwei Matratzen ausgestattet, so dass zwischen ihnen eine Lücke entsteht, die sogenannte „Besucherritze“, in Süddeutschland auch Gräbele oder Gräbale genannt. Diese Besucherritze kann mit einem T-förmigen, 15 bis 25 cm breiten Schaumstoffstück gefüllt werden, welches als Liebesbrücke, Ritzenfüller, Matratzenkeil oder Doppelbettbrücke bezeichnet wird. Betten mit einer durchgehenden Matratze werden auch als Grand lit (auch Grandlit geschrieben) bezeichnet. Eine bestimmte Breite ist mit dieser Benennung nicht verbunden.

### Futon
Das Futonbett stammt aus Japan. Eine circa zehn Zentimeter hohe Matratze wird mit kake-buton, ebenfalls aus Seide oder Baumwolle, bedeckt. Diese auch yogi genannten Bettdecken gibt es auch mit Ärmel und Kragen, sodass sie angezogen werden können. Zudem gehören Kopfkissen (makura) zum Futon. In der westlichen Welt hat die Bezeichnung Futon eine eigene Bedeutung.

### Boxspringbett
Das Boxspringbett kommt ursprünglich aus Amerika, weshalb es auch „amerikanisches Bett“ genannt wird. „Box“ heißt hier Kiste oder Kasten und „spring“ Feder. Es besteht aus einem Federkasten, der auf Füßen steht, auf denen eine Matratze und teils ein Topper liegt.

### Schlittenbett, Kahnbett

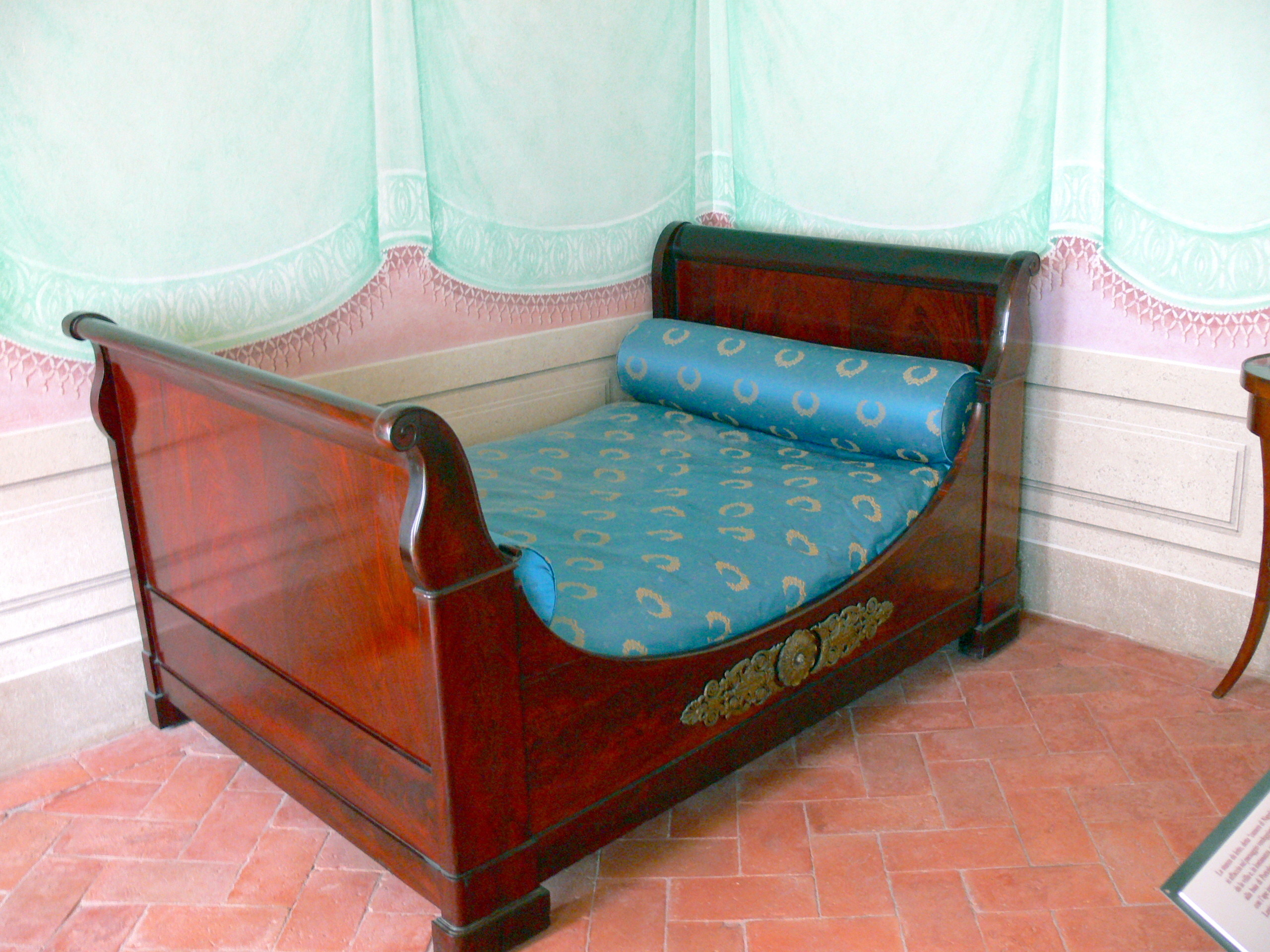
Schlittenbett in Napoleons Schlafzimmer, Villa San Martino, Portoferraio, Elba

Ein Schlittenbett (engl. sleigh bed) oder Kahnbett (frz. lit en bateau) ist ein Bett mit hochgezogenem Kopf- und Fußteil. Die Bezeichnung stammt daher, dass das Möbelstück mit seinen kahnartigen Seitenwänden einem traditionellen Pferdeschlitten oder auch einem kastenförmigen Kahn ähnlich sieht.

### Himmelbett

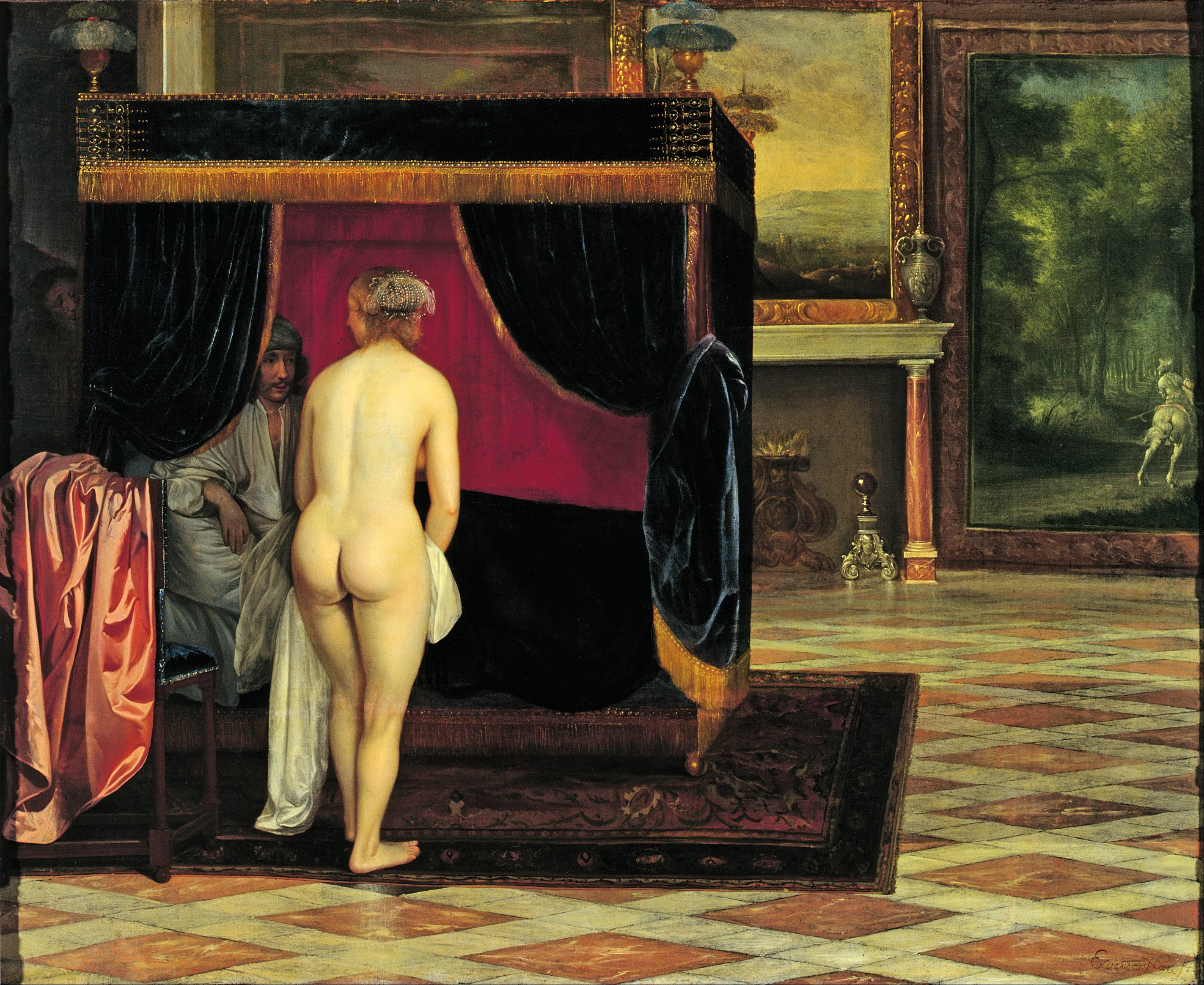
Himmelbett in Eglon van der Neers Gemälde Die Gemahlin von Kadaules entdeckt den sich verbergenden Gyges, 1660–1662

Das Himmelbett ist ein Bett, über dem – meist an verlängerten Bettpfosten – ein Baldachin, der so genannte Betthimmel oder Himmel, angebracht ist und so fast zu schweben scheint. Der Baldachin besteht in der Regel aus textilem Material, manchmal aber auch aus Holz oder anderem Material. Der Baldachin wird teilweise durch seitliche Vorhänge ergänzt, so dass ein intimer und thermisch geschützter Raum entsteht. Aufgrund dieser Eigenschaft war das Himmelbett im Mittelalter mit seinen oft schlecht beheizten Räumen sehr verbreitet. Ähnlich wie im Alkoven wird nicht nur die Wärme gehalten, sondern es werden auch Mücken durch die Vorhänge abgehalten.

### Hochbett
Das Hochbett ist ein Bett, dessen Liegefläche deutlich über dem Fußboden liegt, so dass der Raum darunter als Wohnbereich oder Stauraum genutzt werden kann. Auch Betten, die sich in einer Nische über dem Boden befinden, können als Hochbetten bezeichnet werden.

### Gitterbett
Beim Gitterbett schützen seitlich angebrachte Gitter vor dem Herausfallen aus dem Bett. Zum Besteigen des Bettes kann das Gitter weggeklappt bzw. Gitterstäbe entfernt werden. Gitterbetten werden in erster Linie für Babys, Kleinkinder sowie geistig verwirrte Personen verwendet.
Baby-Gitterbetten, die in Europa vertrieben werden, müssen der Norm DIN EN 716 Teil 1 + 2 entsprechen.

### Outdoor-Bett
Das Outdoor-Bett ist ein Bett, das speziell für das Schlafen unter freiem Himmel gemacht ist. Es schützt vor Niederschlag und Insekten und ist aus wetterfesten Materialien hergestellt. Im Unterschied zum Feldbett oder zur Campingliege bietet es allerdings den Komfort eines normalen Betts. Es hat eine Breite von mindestens 90 cm und verfügt über ein Lattenrost und eine Matratze. Einige Outdoor-Betten sind zudem zerlegbar und lassen sich einfach transportieren.

### Pflege- und Krankenhausbett
Das Pflegebett unterscheidet sich vom normalen Bett durch seine (manuellen oder elektrischen) Verstellmöglichkeiten der Liegefläche und Liegehöhe. Die Liegefläche des Lattenrostes ist mehrteilig (mindestens 4 Teile). Jedes einzelne Teil kann nach Wunsch und Zustand des Liegenden verstellt werden. Als Grundfunktionen sind das Rückenteil und die Beinfläche verstellbar, das Gesamtsystem kann auf etwa 80 cm angehoben werden (Arbeitshöhe in der Pflege) oder tief abgesenkt werden, um die Folgen eines Sturzes zu mindern. Damit kann es den Bedürfnissen eines bettlägerigen bzw. pflegebedürftigen Menschen angepasst werden und erleichtert die Pflege. Bettseitenteile können Orientierung geben und im Sinne einer Fixierung das unbeabsichtigte Herausfallen oder das unbeaufsichtigte Verlassen verhindern. Das Krankenhausbett besitzt die beschriebenen Eigenschaften ebenfalls, ist aber vielseitiger erweiterbar und den klinischen Anforderungen speziell angepasst.

### Stillbett oder Beistellbett
Eine besondere Form des Kinderbetts für Säuglinge ist das Stillbett, welches dem elterlichen Bett beigestellt wird. Es wird direkt an das Elternbett angestellt und befestigt, so dass die Matratze des Kinderbetts mit der des Elternbetts abschließt. Umgangssprachlich werden diese Betten auch als Babybalkons bezeichnet, da sie das Elternbett wie ein Balkon eine Wohnung um eine zusätzliche Fläche erweitern. Das Kind schläft in unmittelbarer Nähe der Eltern. Das ermöglicht der Mutter, ihr Baby in der Nacht zu stillen, ohne aufstehen zu müssen, zudem spürt das Kind die elterliche Nähe und schläft so in der Regel erheblich ruhiger als in einer Wiege. Der Babybalkon ist bei ausreichender Länge auch für Kleinkinder geeignet.

### Seniorenbett
Handelsübliches Bett mit der Besonderheit einer erhöhten Liegefläche (50 cm und höher). Ziel dieser höheren Liegefläche ist es, in der Sitzposition die Füße oberhalb des Fußbodens zu haben. Dann kann man aus dem Bett rutschen und es kommt zu einer gemischten Bewegung, die den üblichen Kraftaufwand des Körperanhebens beim Aufstehen erheblich reduziert. Dieser Vorteil beim Aufstehen wird aber häufig mit einem höheren Kraftaufwand beim Einstieg erkauft.

### Tagesbett

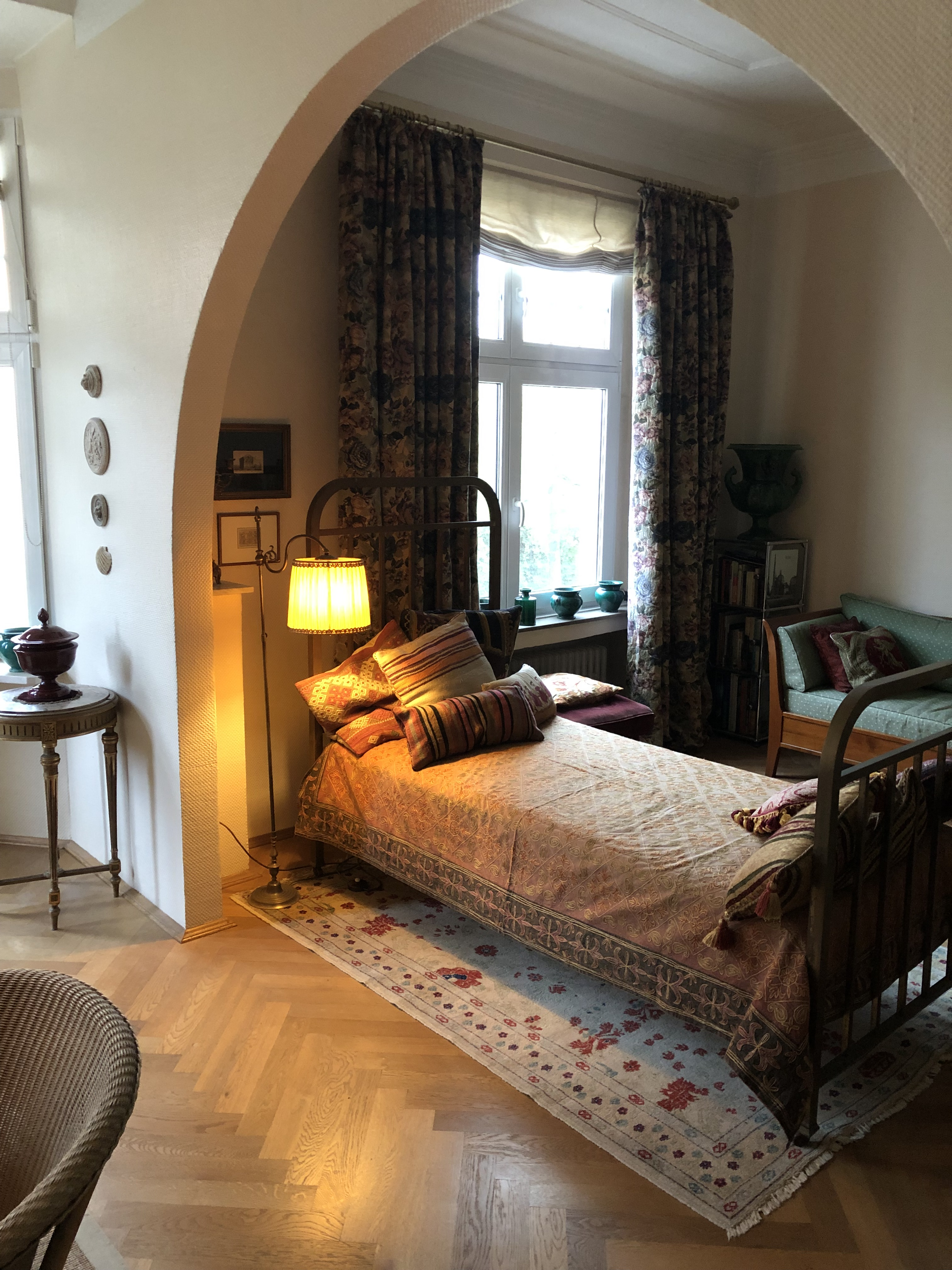
Tagesbett in einem zeitgenössischen Interieur

Ein Tagesbett ist ein schmales Ruhebett für den Tagschlaf, das im Allgemeinen in einem anderen Raum als dem Schlafzimmer steht. Es kann frei im Raum oder mit einer langen Seite an der Wand stehen, so dass es sich als sofaähnliche Sitzgelegenheit eignet. Manche Tagesbetten bieten Staumöglichkeiten unter der Liegefläche zur Unterbringung von Bettzeug.

### Wasserbett
Bei einem Wasserbett ist die Matratze mit Wasser gefüllt. Bereits vor rund 3000 Jahren wurde diese Form des Bettes in Persien genutzt. Säcke aus Ziegenhäuten wurden mit Wasser gefüllt, um darauf zu schlafen. Diese frühen Wasserbetten konnten kühlen, wenn sie mit frischem Quellwasser gefüllt wurden, oder wärmen, wenn sie tagsüber in die Sonne gelegt wurden. Das Wasserbett wurde aber erst Mitte des 19. Jahrhunderts wiederentdeckt. 1885 wurde das Wasserbett in Serie verkauft. Wegen der gleichmäßigen Gewichtsverteilung werden Wasserbetten zum Beispiel zur Dekubitus-Prävention bei Patienten eingesetzt, die sich nicht selbst bewegen können. Wasserbetten werden heutzutage meist elektrisch beheizt.
In Kliniken kommen postoperativ spezielle Wasserbetten mit einer Wanne zum Einsatz, sogenannte Clinitron-Betten.

### Improvisierte Schlafstätte
Anstelle eines Bettes wird auf Reisen und Expeditionen oft eine Hängematte oder auch die Kombination aus Luftmatratze/Isomatte und Schlafsack als improvisierte Schlafstätte verwendet.

## Bettgrößen
Die Maßangabe eines Bettes bezieht sich in Deutschland üblicherweise auf das Innenmaß des Bettrahmens. Diese Angabe ist in etwa gleich der Angabe für das Außenmaß der Matratze und des Lattenrostes. Gemäß DIN bzw. EN 1334 sollte der Lattenrost 5–20 mm schmäler und 10–40 mm kürzer sein als das Innenmaß des Bettrahmens. Matratzen für Einzel- und Doppelbetten gibt es konfektioniert in den Längen 190 cm, 200 cm, 210 cm und 220 cm. Das Außenmaß des Bettes ist entsprechend dem Design größer. In Deutschland übliche Bettgrößen bzw. Breiten:
| Wiegen     | Kinderbetten | Einzelbetten (Breite) | Doppelbetten (Breite) |
| ---------- | ------------ | --------------------- | --------------------- |
| 40 × 90 cm | 60 × 120 cm  | 80 cm                 | 140 cm                |
|            | 70 × 140 cm  | 90 cm                 | 150 cm                |
|            | 70 × 160 cm  | 100 cm                | 160 cm                |
|            | 90 × 160 cm  | 120 cm                | 180 cm                |
|            |              |                       | 190 cm                |
|            |              |                       | 200 cm                |

## Andere Bezeichnungen
In Deutschland wird das Bett umgangssprachlich auch als Mole, Koje, Heia, Falle oder Kiste bezeichnet, in der Schweiz als Näscht (Nest) und in Österreich wird das Zubettgehen regional „in d’ Hapfn hauen“ oder „ins Nursch gehen“ (Nursch = Trog) genannt.
Ein vor allem zum Beischlaf benutztes Bett (bzw. Faulbett) wurde früher als Lotterbett bezeichnet.

## Bettenmangel
Mangel an Wohnraum bzw. Schlafgelegenheiten führte dazu, dass zur Zeit der Industrialisierung Betten tagsüber an Schlafgänger (auch Bettgeher oder Schlafbursche) vermietet wurden.

## Betten in der bildenden Kunst
Menschen in Betten sind ein beliebtes Motiv der Malerei. Vom Bett als Stätte nicht nur des Schlafes und des Traumes, sondern auch der Zweisamkeit von Eheleuten und Liebespaaren, von Zärtlichkeiten und Sex, bis hin zum Bett als Krankenlager und traditioneller Ort des Sterbens gibt es unzählige Bilder mit diesem Motiv. Weitere Sujets sind das Zubettbringen von Kindern und das Bett als natürliches Umfeld von Nacktheit oder als Ort des Lesens. Seltener sind das Bett als Ort der Geburt und erst in neuerer Zeit sind das Bett bzw. das von ihm geprägte Schlafzimmer als Hauptgegenstand auf Bildern zu sehen.

### Galerie

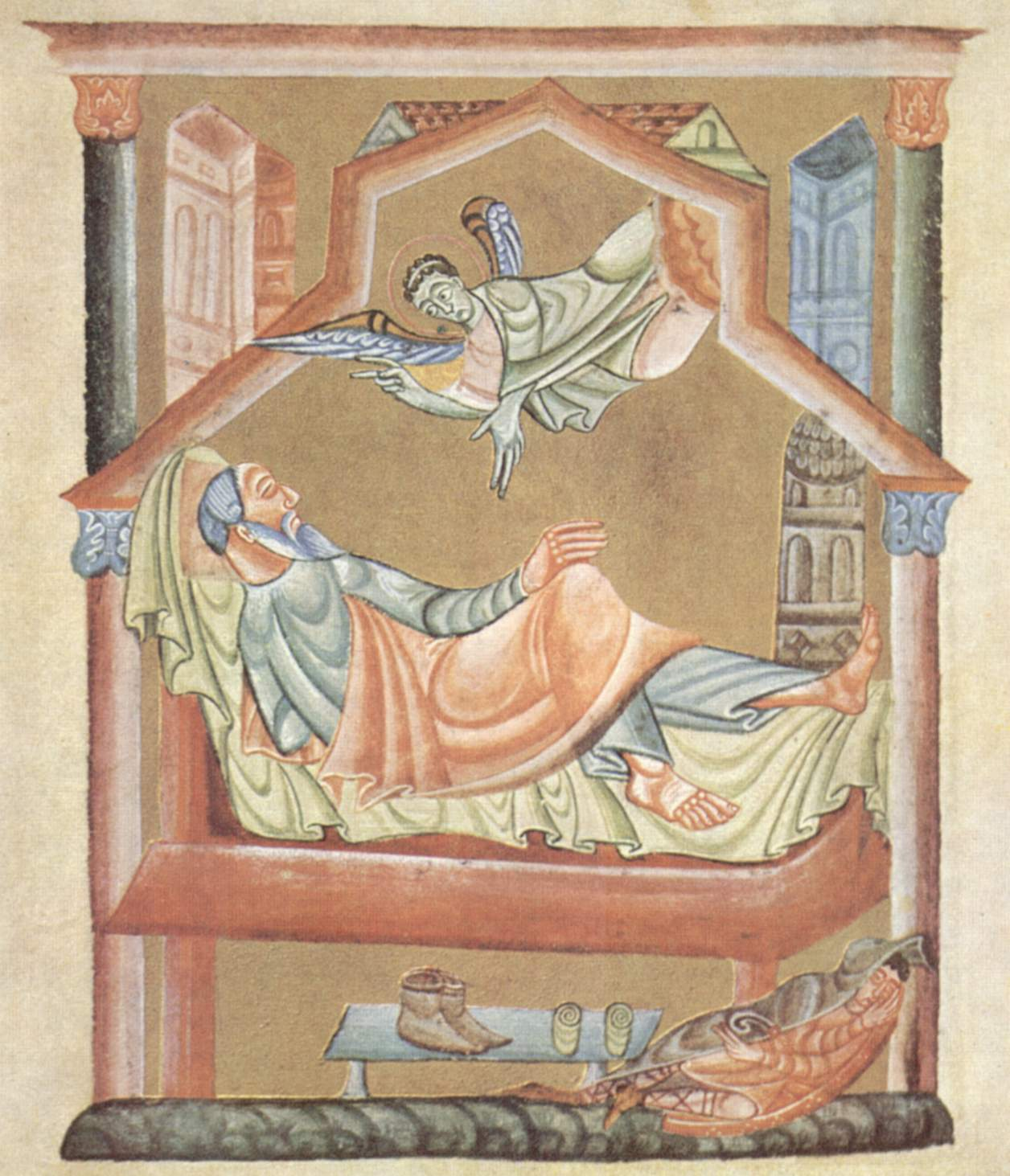
Das Bett als Ort des Schlafens; vom Meister des Perikopenbuches Heinrichs II. Der Traum Josefs, vor 1014
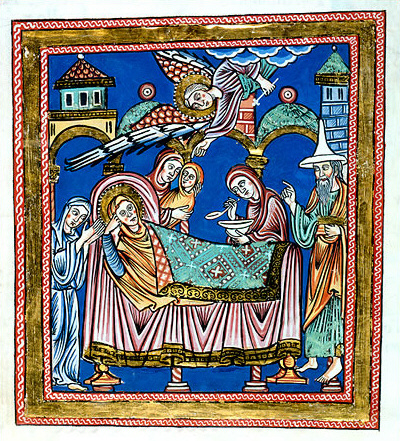
Geburt Marias, Evangeliar aus St. Peter auf dem Schwarzwald, um 1200
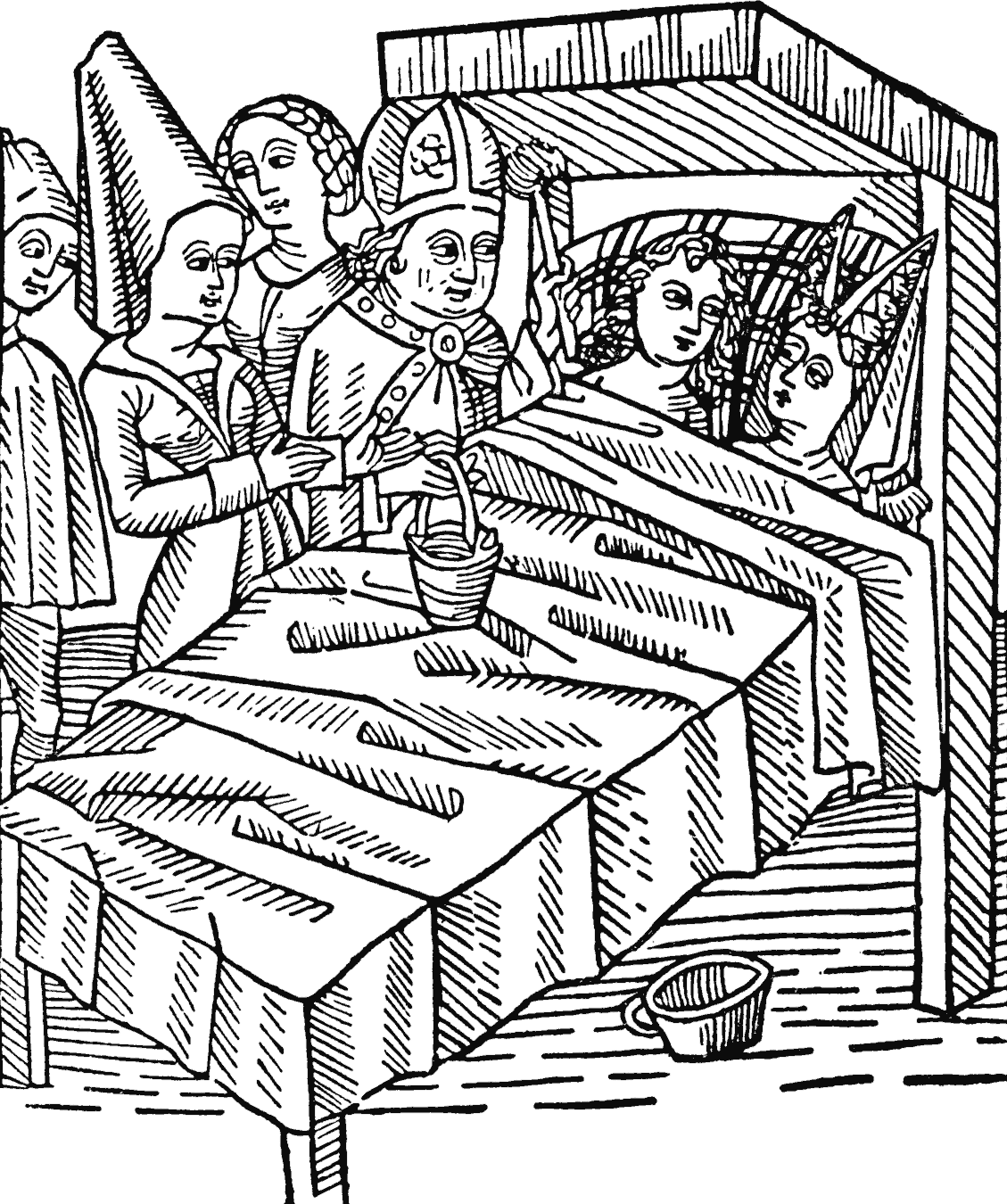
Brautsegen für Reymont und Melusina, 15. Jhd.
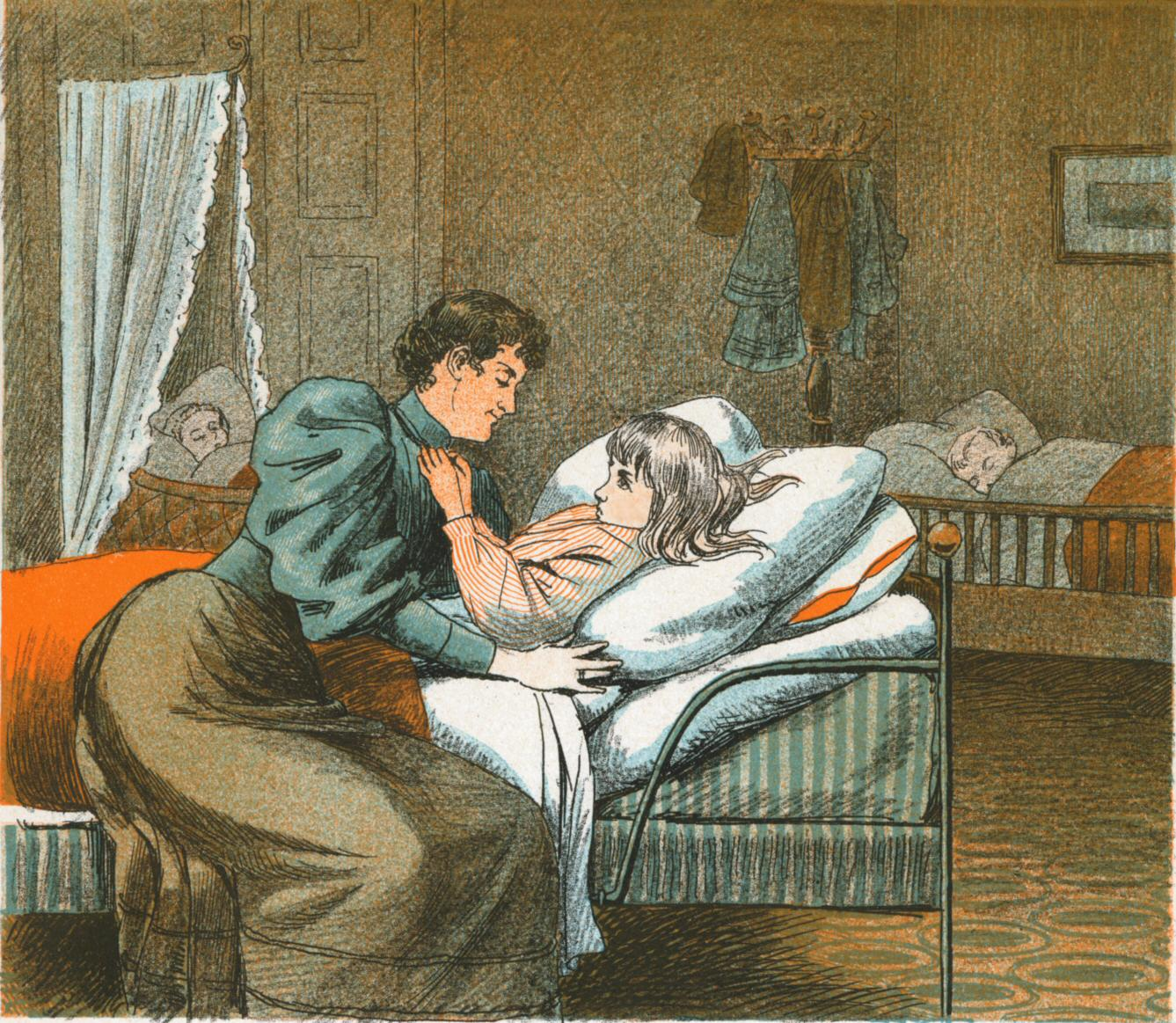
Kinder ins Bett bringen, Zeichnung aus dem dänischen Puk magazine
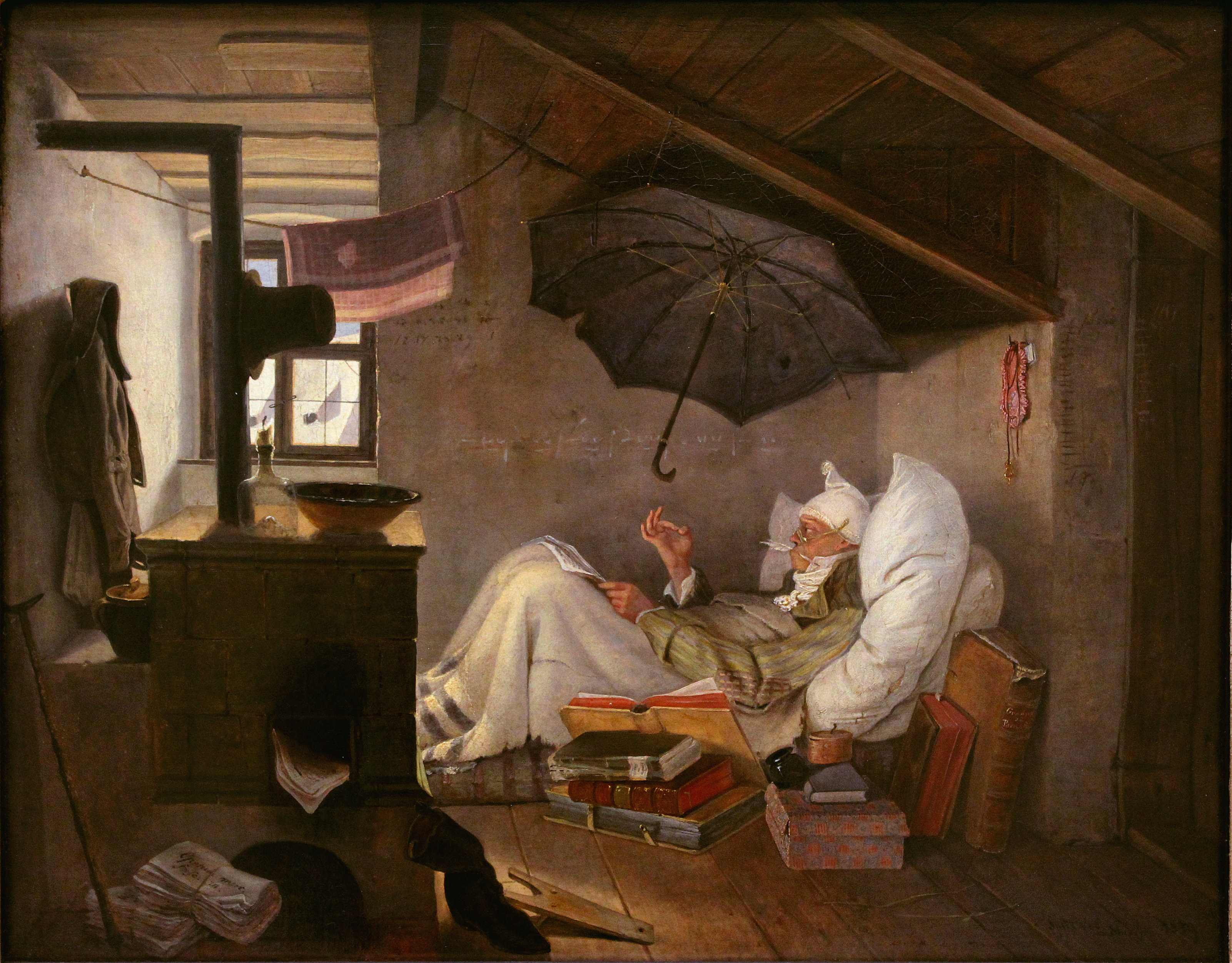
Das Bett als Ort des Lesens (und Flöheknackens), Carl Spitzwegs Der arme Poet, 1839
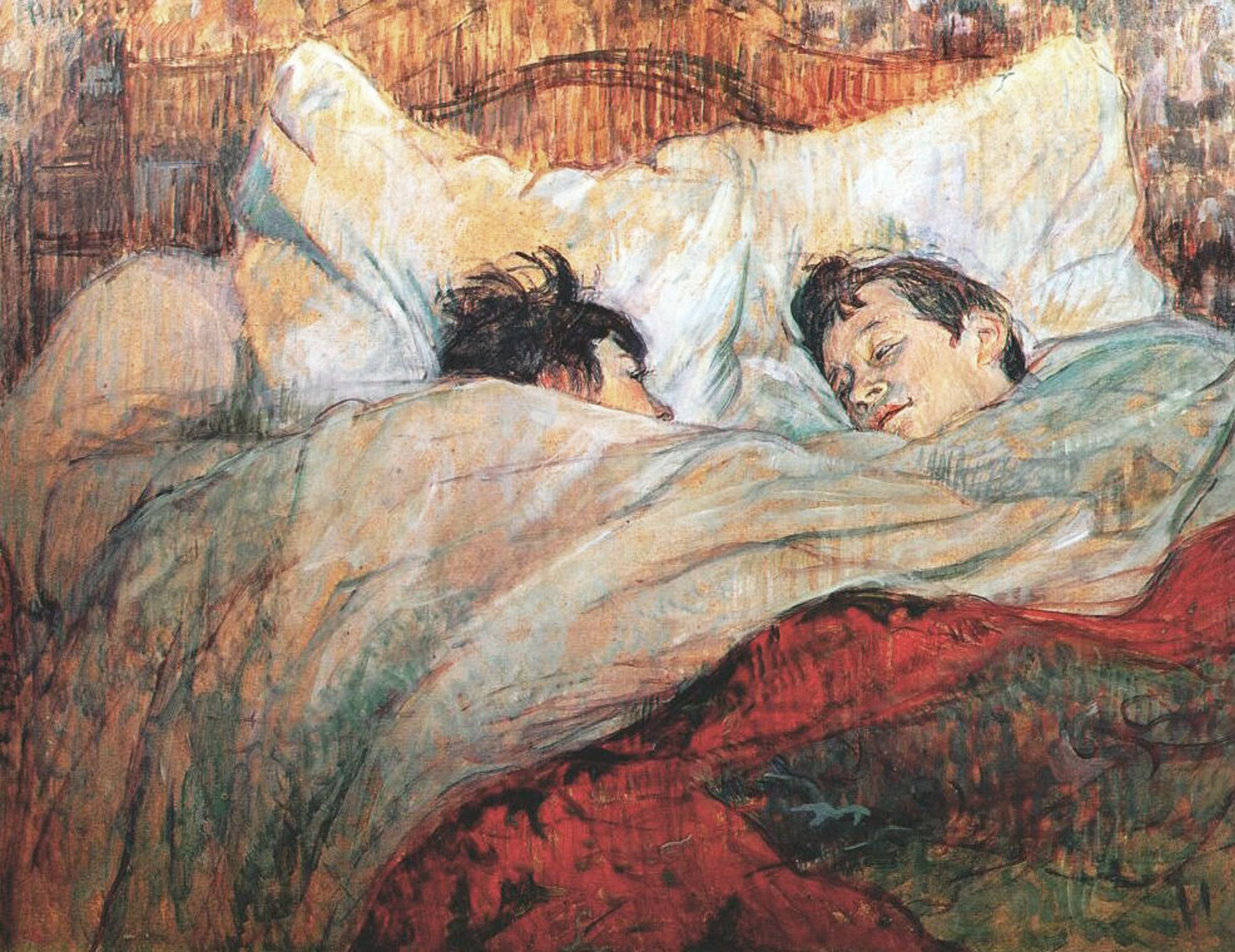
Das Bett als Ort der Zweisamkeit, Henri de Toulouse-Lautrecs Das Bett, 1893
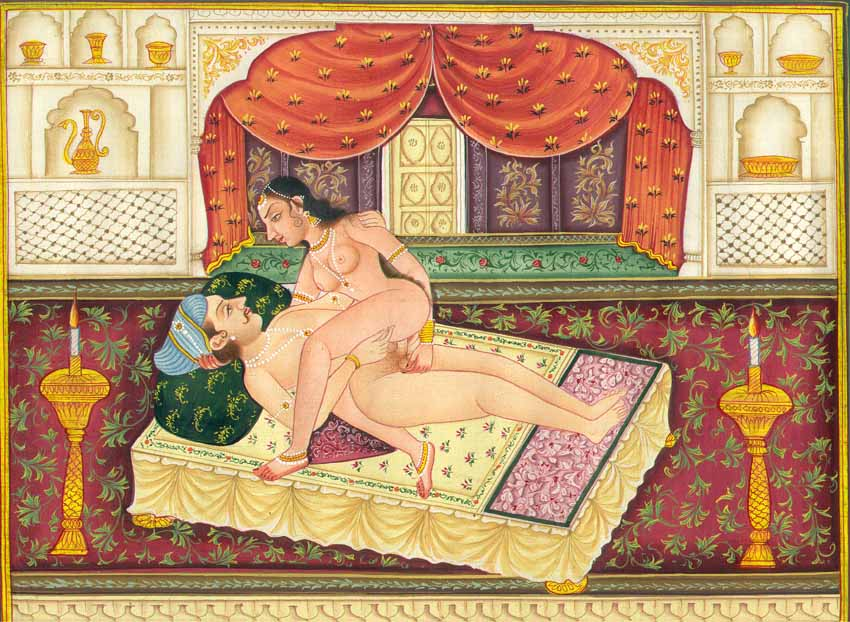
Das Bett als Ort für Sex, Illustration des Kamasutra
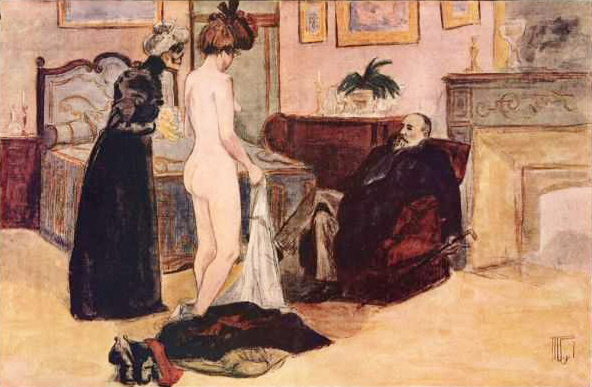
Entkleidung und Prostitution, Hermann Vogels (1856–1918) Gefällt sie Ihnen?
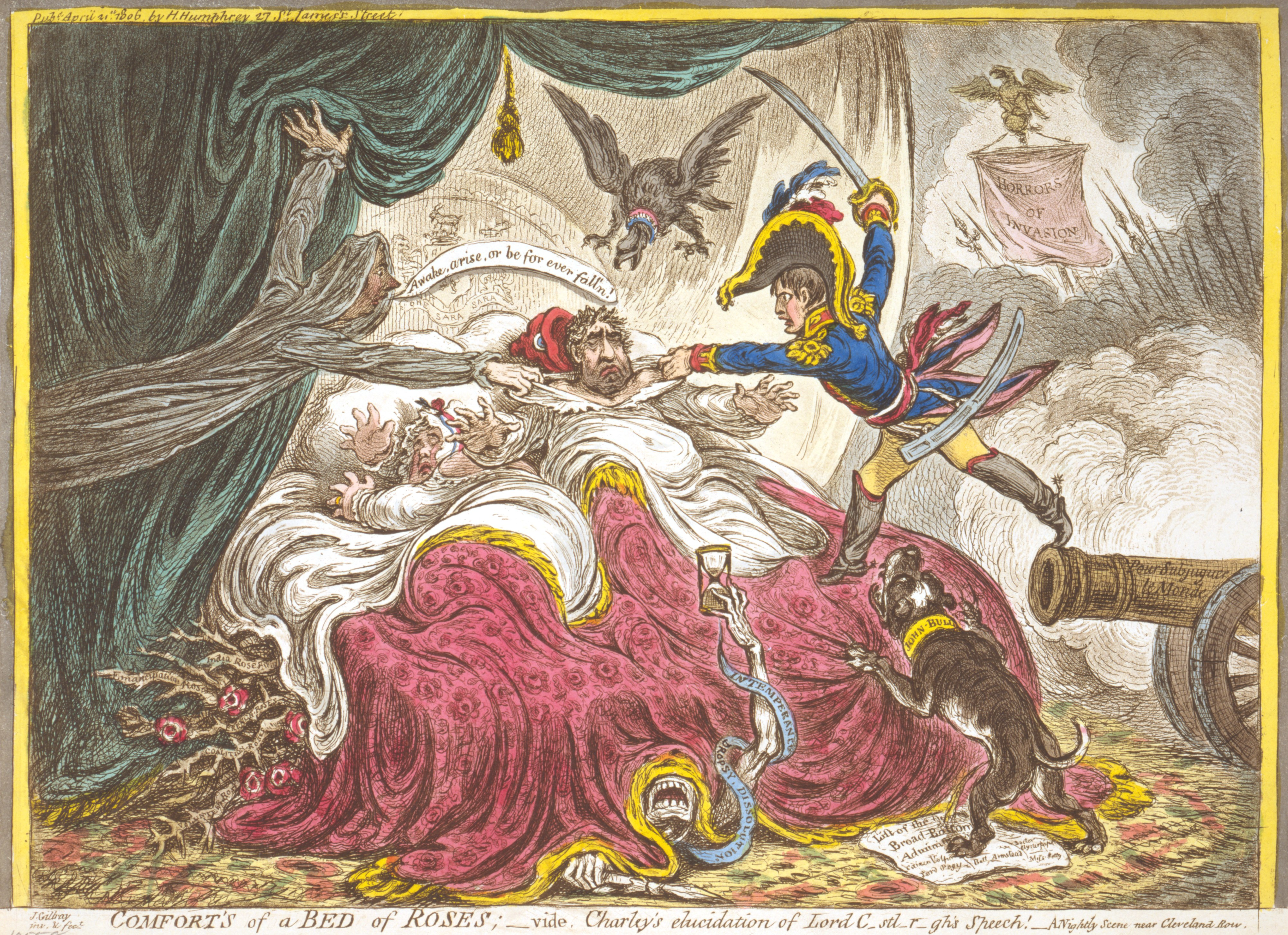
Politischer Albtraum, das Bett in der Karikatur, James Gillrays Comfort’s of a Bed of Roses, 21. April 1806
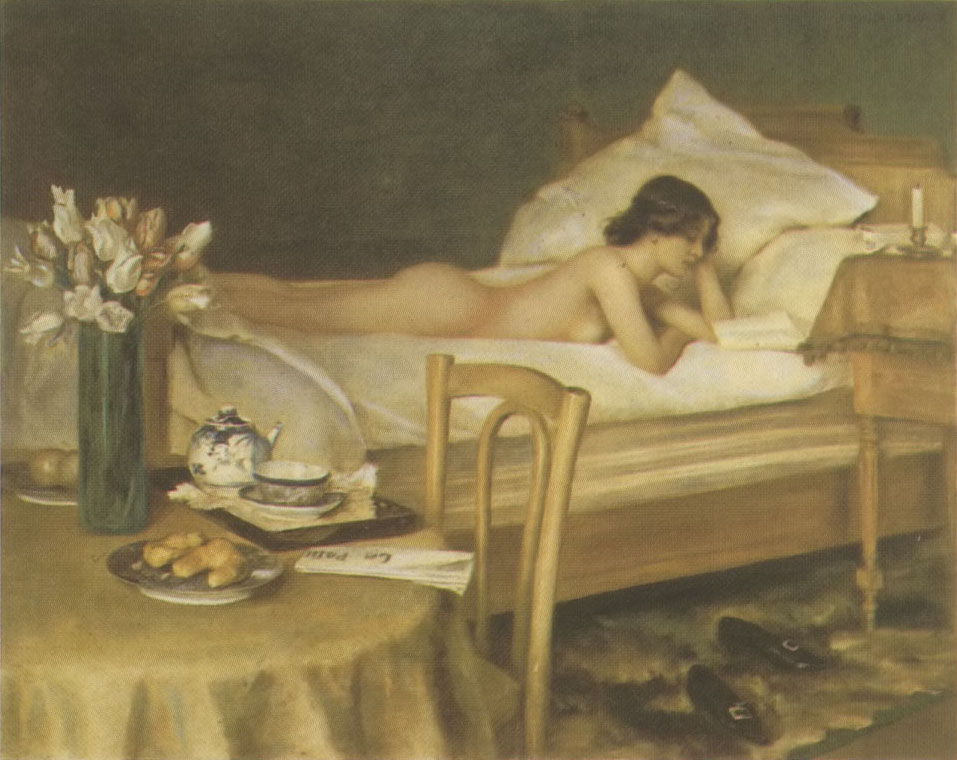
Nacktheit, Lesen, Frühstück, Hermann Fenner-Behmers Der Bücherwurm, 1906, gedruckt um 1910
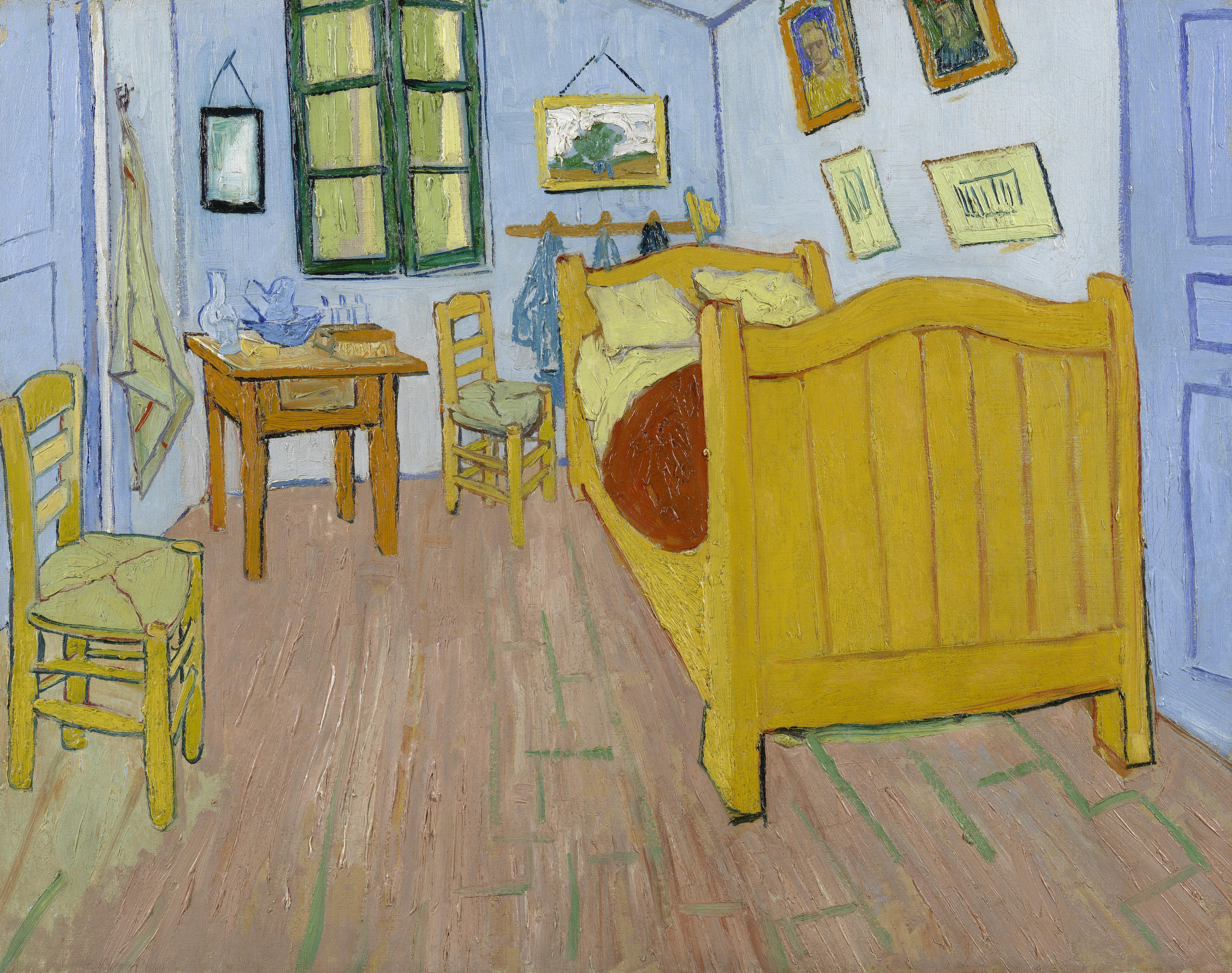
Schlafzimmer von Vincent van Gogh (1853–1890)
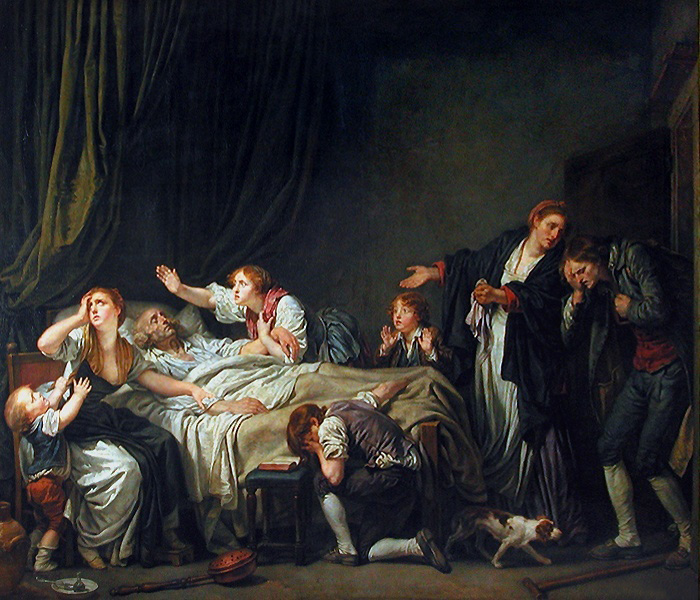
Totenbett mit klagenden Kindern, Jean-Baptiste Greuze (1725–1805)

## Schlafmedizinische Gesichtspunkte
Es ist nicht überraschend, dass die Schlafumgebung einen wesentlichen Einfluss auf den Schlaf und seine Qualität hat. Die Untersuchung nach schlafmedizinischen Gesichtspunkten mittels Polysomnographie hat aufgezeigt, dass Unterschiede in der Schlafstruktur in Abhängigkeit vom Bettsystem nachweisbar sind. Die Auswertung ergab eine signifikante Zunahme von Tief- und Traumschlaf bei nicht geänderter Bewegungsaktivität und weniger Müdigkeit und besserer Stimmung beim Aufstehen beim Schlaf in einem optimierten Bettsystem.